# 54 Pułk Piechoty Strzelców Kresowych
54 pułk piechoty Strzelców Kresowych (54 pp) – oddział piechoty Armii Polskiej we Francji i Wojska Polskiego.
Pułk wywodzi swój rodowód z jednostek Armii Polskiej we Włoszech. Sformowany we Francji na bazie 404 pułku piechoty pod nazwą 12 pułk strzelców polskich. W maju 1919 został przetransportowany do Polski, początkowo ulokowany na froncie przeciwniemieckim, a potem wysłany na front wojny polsko-ukraińskiej. Od 1920 walczył na froncie przeciwbolszewickim. Bronił między innymi Lwowa. Po wojnie początkowo pełnił służbę na linii demarkacyjnej, a następnie został dyslokowany do Tarnopola. Tu stacjonował do 1939 wchodząc w skład 12 Dywizji Piechoty. W jej też składzie walczył w wojnie obronnej 1939.

## Formowanie i zmiany organizacyjne

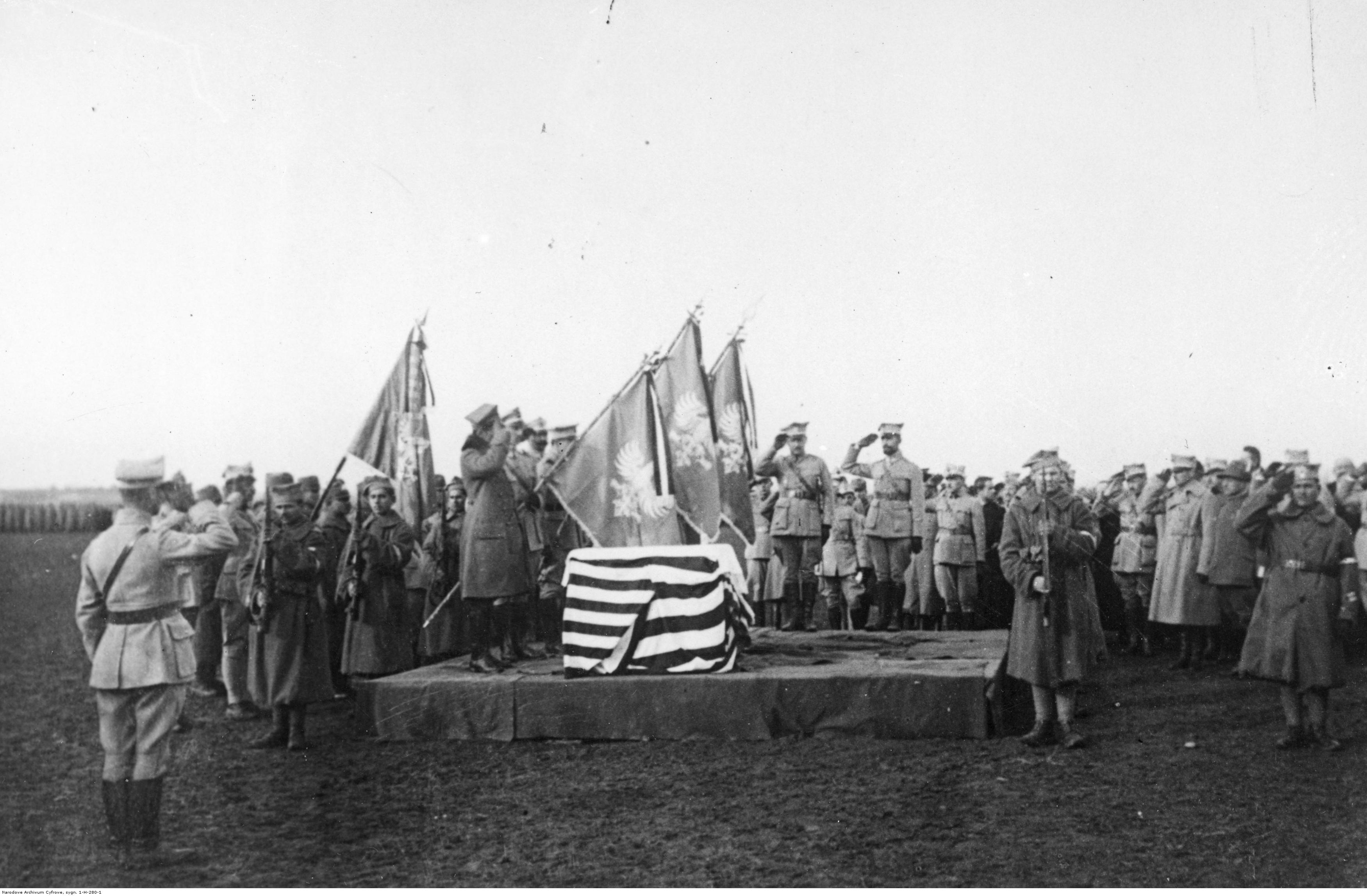
Polski obóz wojskowy w La Mandria di Chivasso – poświęcenie sztandarów

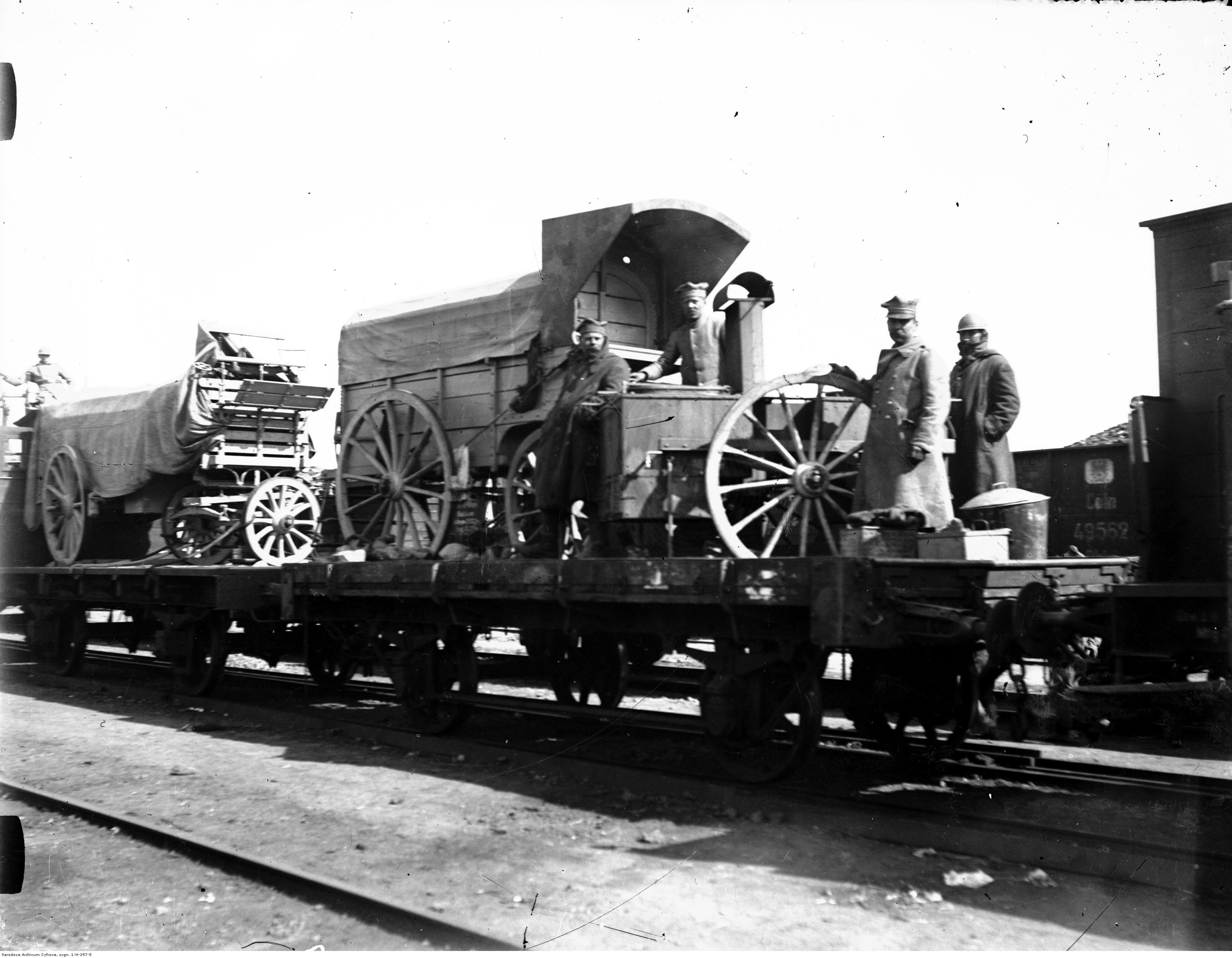
Transport koleją oddziałów Armii generała Józefa Hallera z Francji do Polski; 1919 r.

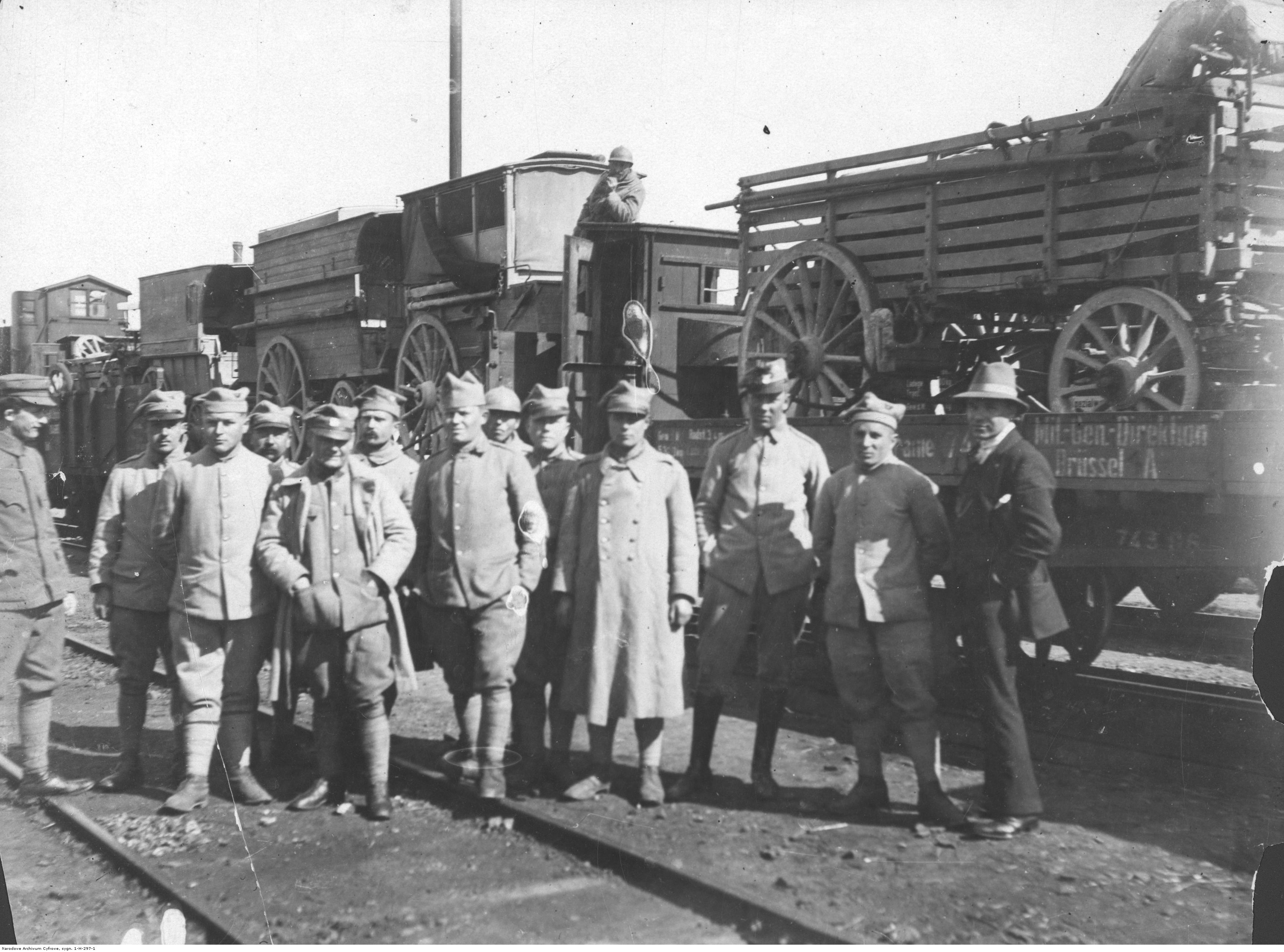
Transport oddziałów Armii Hallera z Francji do Polski; żołnierze przy pociągu

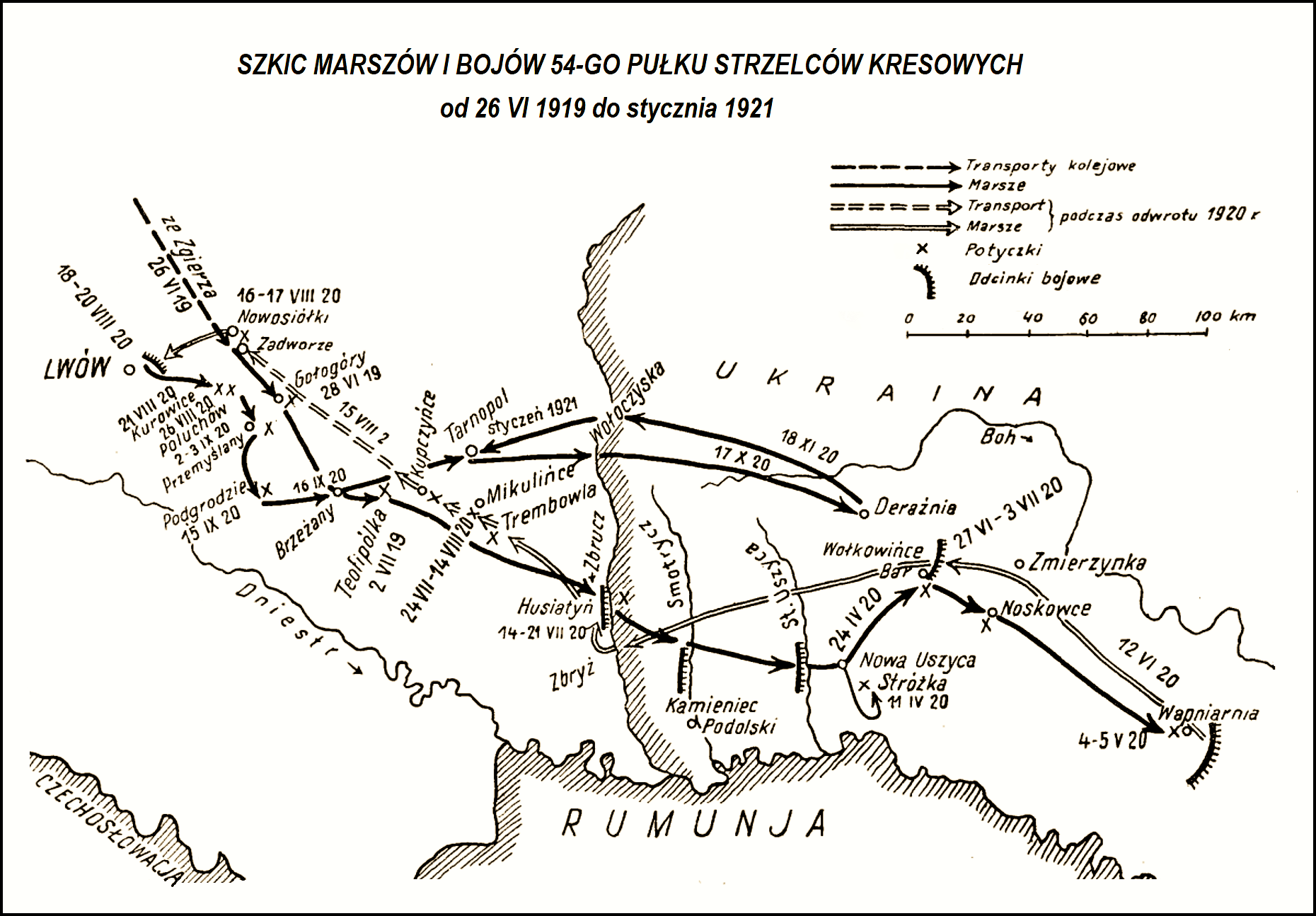
Szlak bojowy 54 ppsk 1919–1921

4 kwietnia 1917 prezydent Republiki Francuskiej Raymond Poincaré podpisał dekret o formowaniu na czas wojny autonomicznej Armii Polskiej pod polskim sztandarem i francuskim dowództwem. 4 października Naczelne Dowództwo nad tworzonym wojskiem powierzono gen. Józefowi Hallerowi, zaś kierownictwo polityczne sprawował nad nią Komitet Narodowy Polski w Paryżu. Główną bazę rekrutacyjną dla formowanych jednostek stanowili teraz Polacy z Galicji – byli żołnierze armii austro-węgierskiej przebywający w obozach jenieckich na terenie Włoch. W grudniu w obozie La Mandria di Chivasso utworzono Pułk Piechoty im. Francesco Nullo. Organizatorem i jego pierwszym dowódcą został por. Stefan Kluczyński, zaś dowódcami batalionów por. Piotr Sosialuk, por. Kałuski i por. Walczak.
14 kwietnia 1919 roku w miejscowości Xertigny, w Lotaryngii, na bazie francuskiego 404 pułku piechoty oraz II batalionu 4 pułku strzelców im. Francesca Nullo sformowany został 12 pułk strzelców polskich. Jednostka weszła w skład 6 Dywizji Strzelców Polskich. Pułk posiadał uzbrojenie i wyposażenie pochodzące z magazynów francuskich. Podstawowym środkiem walki był karabin Lebel wz. 86/93, ręczny karabin maszynowy Chauchat wz. 15 oraz ciężki karabin maszynowy Puteaux-Hotchkiss wz. 14. Żołnierzom wydano również umundurowanie francuskie wykonane z błękitnego sukna, które w późniejszym czasie uzupełniono o polskie emblematy. Pułk składał się z dowództwa, trzech batalionów, każdy po trzy kompanie strzeleckie i jedna kompania karabinów maszynowych oraz kompanii zafrontowej. Dowódcą pułku został oficer francuski, dotychczasowy dowódca francuskiego 404 pp płk Schneider. Dowódcami batalionów i kompanii również byli oficerowie armii francuskiej.
15 maja 1919 roku w Girancourt oddział załadowany został na transport kolejowy i skierowany do Polski. Po czterech dniach pułk przybył do Różana, a następnie przemaszerował do Aleksandrowa Łódzkiego. Tam stanowił odwód sił zgromadzonych na froncie przeciwniemieckim. W związku z przyjęciem przez Niemcy warunków pokojowych, możliwe stało się wykorzystanie oddziałów Armii gen. Hallera w ofensywie przeciwko wojskom Zachodnioukraińskiej Republiki Ludowej.
W nocy z 23 na 24 czerwca 1919 roku jednostka skierowana została transportem kolejowym ze Zgierza, przez Lwów do Zadwórza, na front przeciwukraiński. 28 czerwca 12 psp wszedł do walki i przełamał silnie umocnione pozycje ukraińskie pod Gołogórami. Do końca dnia opanował wschodni brzeg rzeki Złota Lipa, biorąc do niewoli pod Cienieńrzycami cały ukraiński batalion. Prowadząc nadal działania zaczepne, w połowie lipca pułk dotarł nad Zbrucz. Tam pozostawał do końca 1919, a żołnierze pełnili służbę kordonową i obserwacyjną. Na przedpolu walczyli między sobą Ukraińcy, oddziały Armii Ochotniczej gen. Antona Denikina i wojska bolszewickie.
Na mocy rozkazu ministra spraw wojskowych nr 169/z. z 1 września 1919, 6 Dywizja Strzelców Polskich przeszła na etat krajowy i została przemianowana na 12 Dywizję Piechoty, a jej 12 pułk strzelców polowych został 54 pułkiem piechoty Strzelców Kresowych. Wraz z trwającą reorganizacją, jego szeregi stopniowo opuścili oficerowie francuscy, niepełnoletni i najstarsze roczniki żołnierzy, a ich miejsce zajęli oficerowie polscy i żołnierze z poboru. Nowym dowódcą pułku został oficer narodowości polskiej – płk Edward Hajdukiewicz.
W tym czasie na zapleczu przystąpiono do organizacji batalionu zapasowego 54 pp pod dowództwem kapitana Walczaka i Powiatowej Komendy Uzupełnień pod komendą majora Januszkiewicza. Obie instytucje miały wyznaczone stałe miejsce postoju w Tarnopolu. Z uwagi na to, że Tarnopol znajdował się w strefie walk, w grudniu 1919 batalion zapasowy pułku stacjonował w Drohobyczu, a następnie w Rzeszowie.
| Obsada personalna pułku w 1920           | Obsada personalna pułku w 1920                   |
| Stanowisko                               | Stopień, imię i nazwisko                         |
| ---------------------------------------- | ------------------------------------------------ |
| Dowódca pułku                            | płk Bolesław Antoni Fijałkowski (do 9 IV)        |
| Dowódca pułku                            | kpt. Wiktor Ogórek (10 IV – 26 VI)               |
| Dowódca pułku                            | płk Karol Szemiot (27 VI – 24 VII)               |
| Dowódca pułku                            | płk Bolesław Antoni Fijałkowski                  |
| Adiutant pułku                           | ppor. Wojciech Dragan (nast. w sztabie XXIV BP)  |
| Adiutant pułku                           | ppor. Stanisław Lewicki                          |
| Lekarz                                   | kpt. lek. dr Bolesław Budzyński (do 2 VI)        |
| Lekarz                                   | por. lek. dr Antoni Korczakowski                 |
| Oficer broni i gazowy                    | ppor. Henryk Lucjan Wdowiak († 28IV)             |
| Oficer broni i gazowy                    | pchor. Feliks Wochanka († 19 VII)                |
| Oficer broni i gazowy                    | ppor. Franciszek Rataj                           |
| Oficer łączności                         | ppor. Jan Glezer (do 24 V)                       |
| Oficer łączności                         | pchor. Makowski                                  |
| Kapelan                                  | ks. Wiktor Żarek (do 14 VII)                     |
| Dowódca I batalionu                      | kpt./mjr Jakub Walczak (IV VII)                  |
| Dowódca I batalionu                      | kpt. Lucjan Bornstaedt                           |
| Dowódca I batalionu                      | ppor. Zygmunt Jędral (X)                         |
| Adiutant                                 | ppor. Michał Snarski                             |
| Nast.                                    | ppor. Tadeusz Ruciński (do 2 VIII)               |
| Oficer kasowy                            | por. Jan Jagiełło                                |
| Dowódca 1 kompanii                       | por. Wojciech Sielski (do 16 VIII)               |
| Dowódca 2 kompanii                       | por. Józef Kuta (do 3 VI)                        |
| Dowódca 3 kompanii                       | ppor. Tadeusz Ruciński                           |
| Dowódca 4 kompanii                       | ppor. Stanisław Franciszczak                     |
| Dowódca 1 kompanii km                    | por. Karol Waszewski                             |
| Dowódca II batalionu                     | por. Józef Kuta (do 25 IV)                       |
| Dowódca II batalionu                     | kpt. Edmund Wochnik (ranny 29 V)                 |
| Dowódca II batalionu                     | por, Wacław Sumniewski (VI VII)                  |
| Dowódca II batalionu                     | kpt. Jan Englert (VIII – IX)                     |
| Dowódca II batalionu                     | por. Józef Kuta                                  |
| Adiutant                                 | ppor. Antoni Białoskórski                        |
| Oficer kasowy                            | ppor. Jakub Klimas                               |
| Oficer prowiantowy                       | por. Michał Garwoliński (chory, nast. baon zap.) |
| Lekarz                                   | por. lek. dr Eugeniusz Konstantin                |
| Dowódca 5 kompanii                       | por. Kazimierz Maria Podoski (ranny 3 VI)        |
| Dowódca 6 kompanii                       | ppor. Stanisław Kijak                            |
| Dowódca 7 kompanii                       | por. Jakub Kraus                                 |
| Dowódca 8 kompanii                       | ppor. Edward Różycki                             |
| Dowódca 2 kompanii km                    | N.N.                                             |
| Oficer baonu (dowódca kompanii)          | ppor. Józef Jezierski                            |
| Dowódca III batalionu                    | por. Leon Szymański († 11IV)                     |
| Dowódca III batalionu                    | kpt. Wiktor Ogórek                               |
| Dowódca III batalionu                    | por. Włodzimierz Turczyński (V – VIII)           |
| Dowódca III batalionu                    | kpt. Wiktor Ogórek                               |
| Adiutant                                 | ppor. Franciszek Rataj                           |
| Oficer kasowy                            | ppor. Włodzimierz Elewicz                        |
| Dowódca 9 kompanii                       | ppor. Maurycy Liebes                             |
| Dowódca 10 kompanii                      | por. Izydor Edward Chrząszcz (do 27 V)           |
| Dowódca 11 kompanii                      | ppor. Edmund Lipko?                              |
| Dowódca 12 kompanii                      | ppor. Leonard Tyczyński                          |
| Dowódca 3 kompanii km                    | N.N.                                             |
| Oficer baonu (dowódca kompanii)          | ppor. Jan Wiśniewski                             |
| Dowódca kompanii podoficerskiej          | por. Karol Stefanowicz                           |
| Oficer pułku (dowódca kompanii)          | por./kpt. Emil Butyter                           |
| Oficer pułku (dowódca kompanii)          | por. Jan Lechowicz (od 5 VI)                     |
| Oficer pułku (dowódca kompanii)          | ppor. Jan Bortek (do 26 VI)                      |
| Oficer pułku (dowódca kompanii)          | ppor. Stanisław Eiffler (w sztabie 12 DP)        |
| Oficer pułku (dowódca kompanii)          | ppor. Edmund Hydzik                              |
| Oficer pułku (dowódca kompanii)          | ppor. Wiktor Karnaciński                         |
| Oficer pułku (dowódca kompanii)          | ppor. Ben Kurzer                                 |
| Oficer pułku (dowódca kompanii)          | ppor. Jerzy Szaper (do IV)                       |
| Oficer pułku (dowódca kompanii)          | ppor. Roman Tendej                               |
| Oficer pułku (dowódca kompanii)          | ppor. Kazimierz Zdanowicz (do 19 VIII)           |
| Oficer pułku (dowódca kompanii)          | ppor. Stanisław Zdzitowiecki († 16 VIII)         |
| Oficer pułku (dowódca kompanii)          | ppor. Rudolf Walter Ziemba                       |
| Oficer pułku (dowódca kompanii)          | por. Władysław Czoch                             |
| Oficer pułku                             | por. Leon Busko († 16 VIII)                      |
| Oficer pułku                             | por. [Józef?] Dąbek                              |
| Oficer pułku                             | por. Witold Kwiatkowski († 30 VII)               |
| Oficer pułku                             | por. Seweryński (od 29 IX)                       |
| Oficer pułku                             | ppor. Mikołaj Chudziakiewicz                     |
| Oficer pułku                             | ppor. Stefan Gąsiorowski                         |
| Oficer pułku                             | ppor. Wincenty Gliński (od 29 IX)                |
| Oficer pułku                             | ppor. Franciszek Głowacz                         |
| Oficer pułku                             | ppor. Antoni Marcinów                            |
| Oficer pułku                             | ppor. Michałowski (do 3 VIII)                    |
| Oficer pułku                             | ppor. Wiktor Podgórski                           |
| Oficer pułku                             | ppor. Antoni Skulimowski (do 16 VIII)            |
| Oficer pułku                             | ppor. Michał Zimmerman (do 16 VIII)              |
| Oficer pułku (adiutant pułku?)           | ppor. Józef Zub (ranny 11IV)                     |
| Oficer pułku                             | pchor. Józef Kopel (†25 VIII)                    |
| Oficer pułku                             | pchor. Kazimierz Łanicki († 25 VIII)             |
| Oficer sanitarny (przydział nieustalony) | pchor. san. Tadeusz Serafiński                   |

## Pułk w walce o granice
W styczniu i lutym 1920 armia Semena Petlury wycofała się na terytorium Polski, a wojska Antona Denikina wycofały się z Ukrainy. Wytworzyła się próżnia operacyjna i pułk ruszył na wschód, za Zbrucz. W rejonie Derażnia, Bar i Humaki wszedł w kontakt ogniowy z nadciągającymi od wschodu oddziałami bolszewickimi. W walce zdobył 4 armaty, 32 karabiny maszynowe oraz wziął paruset jeńców. W kwietniu pułk walczył w składzie 18 Dywizji Piechoty pod: Bogdanowicami, Nowosiółkami, Lipkami, Derażnią i Stróżką.
10 kwietnia 54 pułk piechoty Strzelców Kresowych wykonał marsz forsowny, wszedł w rejon działania 18 Dywizji Piechoty i stanął w Zamiechowie. W tym czasie przeciwnik nacierał na Nową Uszycę od strony Wierzbowca i opanował Strużkę. Dowódca 18 Dywizji Piechoty gen. Franciszek Krajowski nakazał pełniącemu obowiązki dowódcy 54 pułku piechoty kpt. Wiktorowi Ogórkowi odbić Strużkę i zdobyć Wierzbowiec. Lewe skrzydło pułku miał osłaniać 6 pułk ułanów, a jeden jego szwadron przydzielono do dyspozycji dowódcy 54 pp.
11 kwietnia pułk ruszył do natarcia. Jego I batalion ze szwadronem 6 pułku ułanów maszerował z Zamiechowa na Strużkę – Wierzbowiec, II batalion na Strużkę – Olchowiec, a III batalion stanowił odwód i maszerował za II batalionem. Dochodząc do Strużki I batalion utknął w silnym ogniu broni maszynowej. Wsparły go 5 i 7 kompania z II batalionu i w ciągu godziny miejscowość opanowano. Kontynuujące natarcie kompanie II batalionu ruszyły na Wierzbowiec. Tu natknęły się na ogień dwóch samochodów pancernych operujących na trakcie Durniaki – Wierzbowiec. 7 kompania próbowała obejść niebezpieczną strefę i odciąć samochodom drogę manewru, ale zagrożone pancerki wycofały się z pola walki. Po opanowaniu Strużki polskie bataliony ruszyły na Olchowiec. W pościgu za cofającymi się oddziałami 60 Dywizji Strzelców wzięto do niewoli znaczną liczbę jeńców, zdobyto baterię artylerii i kilkanaście ckm-ów. W ręce Polaków wpadła też kolumna taborów 60 Dywizji Strzelców. Straty polskie to 12 zabitych, w tym dowódca III batalionu por. Leon Szymański, i ponad 30 rannych, w tym adiutant pułku por. Zub.
25 kwietnia 1920 rozpoczęła się polska ofensywa na Ukrainie. Początkowo pułk maszerował w odwodzie 12 Dywizji Piechoty. Dopiero pod Barem pułk wszedł do walki na wschód od tej miejscowości. Po zdobyciu Noskowic oraz Stanisławczyka dokonał obejścia Żmyrki, co ułatwiło opanowanie tego ważnego węzła kolejowego. Po zakończeniu ofensywy pułk zajął pozycje nad Bernadynką.
W związku z przełamaniem polskiej obrony i wyjściem 1 Armii Konnej Siemiona Budionnego na tyły wojsk polskich, 12 czerwca oddziały 12 Dywizji otrzymały rozkaz odwrotu na pozycje wyjściowe zajmowane przed miesiącem. Pododdziały 54 pułku piechoty wycofywały się oddzielnie i dopiero 29 czerwca połączyły się, zajmując odcinek Bar – Wołkowińce. Tu od 30 czerwca pułk prowadził ciężkie walki z sowiecką 8 Dywizją Kawalerii. 2 lipca 1920 jego bataliony obsadziły odcinek frontu w rejonie Baru. I batalion rozwinął się na wschód od Baru, a swoje prawe skrzydło oparł o rzekę Rów, III batalion ugrupował się na północ od I batalionu, wzdłuż linii kolejowej Żmerynka – Wołkowińce, a II batalion po obu stronach toru Wołkowińce – Radowce, między obiema stacjami. Zadanie obrony 15 kilometrowego odcinka wymusiło zorganizowanie obrony systemem sieci placówek.
W południe sowiecka kawaleria, wspierana ogniem trzech pociągów pancernych, zaatakowała pozycje II batalionu kpt. Mariana Ocetkiewicza. Rzadko rozmieszczone placówki nie były w stanie dać skutecznego odporu i przeciwnik przeniknął przez ugrupowanie polskich pododdziałów, zrywając między nimi łączność. Jeden z pociągów pancernych otworzył ogień na stojące przy torze 5 i 8 kompanię i zmusił je do cofnięcia się w kierunku północnym, na odcinek obrony 52 pułku piechoty. 6 kompania, przy której był dowódca batalionu, cofnęła się w kierunku na Jeltuchy.
Następnego dnia oddziały 8 Dywizji Kawalerii uderzyły od strony Mańkowic na III batalion 54 pp i weszły do Baru, ale dzięki twardej obronie 8 kompanii por. Różyckiego nie doszło do okrążenia III batalionu. Ponieważ kończyła się amunicja, kpt. Ocetkiewicz nakazał odwrót. Maszerowano w zwartych kolumnach i odpierano ataki sowieckiej kawalerii. Mijając wioski, polscy żołnierze byli ostrzeliwani przez ich mieszkańców. Bataliony obeszły Bar od północy i dołączyły nad Zbruczem do macierzystego pułku.
14 lipca, w ostatniej fazie polskiego odwrotu z Ukrainy, dwa bataliony 54 pułku piechoty pod wspólnym dowództwem kpt. Mariana Ocetkiewicza zajęły pozycje obronne na wschodnim brzegu Zbrucza tworząc przedmoście „Husiatyn”. Broniono przede wszystkim mostu, umożliwiając wycofanie się oddziałom 6 Armii na zachodni brzeg rzeki.
Od 16 do 18 lipca sowiecka 41 Dywizja Strzelców bezskutecznie atakowała przedmoście. Obronę polskich batalionów wspierała sojusznicza ukraińska 3 Żelazna Dywizja Strzelców i ukraiński pociąg pancerny „Karmeluk”.
19 lipca kolejne sowieckie uderzenie odrzuciło bataliony kpt. Ocetkiewicza za rzekę. 9 i 10 kompania zajęły stanowiska obronne na zachodnim brzegu Zbrucza w bezpośrednim sąsiedztwie mostu i nadal broniły przeprawy. W nocy z 20 na 21 lipca zluzował je Lwowski batalion etapowy. W ciągu następnych dni Sowieci atakowali pod Szydłowcem dywizję ukraińską, a 23 lipca ponownie uderzyli na Husiatyn. Znajdujący się w tym czasie w mieście Lwowski batalion etapowy nie wytrzymał uderzenia 123 Brygady Strzelców i 115 pułku kawalerii i wycofał się z miasta. Sowieci zajęli Husiatyn i rozwijali natarcie na południe od linii kolejowej Husiatyn – Czortków. Kontratakujący 3 Łódzki batalion etapowy został rozbity szarżą kawalerii, a Sowieci wyszli na skrzydło ukraińskiej 3 Żelaznej Dywizji Strzelców. W obronie przedmościa poległo lub odniosło rany 187 żołnierzy polskich. Utrata w kolejnych dniach Husiatyna spowodowała, że kawaleria sowiecka wyszła na skrzydło ukraińskiej 3 Żelaznej DS i zdobyła Sidorów.
Wobec załamania się polskiej obrony na Zbruczu, pułk, prowadząc działania opóźniające, odszedł na linię rzeki Strypy.
15 sierpnia wyszedł z podporządkowania 12 DP i został przerzucony pod Lwów. 16 sierpnia wieczorem przegrupował się w rejon Zadwórza, gdzie pod Liskami, Chreniowem i Barszczowicami stoczył ciężkie walki. Mimo zaciętego oporu, pododdziały pułku musiały się wycofać i zajęły stanowiska na przedmieściach Lwowa.
21 sierpnia pułk przeszedł do natarcia, walcząc pod Biłką Królewską i Wyżnianami. Na początku września powrócił w struktury 12 Dywizji Piechoty i walczył pod Jahłuszem, Łysą Górą, forsując Gniłą i Złotą Lipę, spychając na wschód sowiecką 41 Dywizję Strzelców. W ten sposób osiągnął linię Zbrucza. Po krótkim odpoczynku, działając w awangardzie dywizji, zdobył Czarny Ostrów i Płoskirów, a 17 października zajął Derażnię. Tu pozostawał do 29 października.
29 października przegrupował się na północ od linii kolejowej Płoskirów – Derażnia, w rejonie Kopyczyńce – Dawidkowce. 18 listopada wycofał się nad Zbrucz, gdzie pełnił służbę kordonową na linii demarkacyjnej. Tu pozostawał do początku 1921 roku.

### Bilans walk
W trakcie walk o niepodległość i granice, według autora „Zarysu historii wojennej 54. pułku piechoty strzelców kresowych” – kpt. Józefa Kuli, zginęło i zmarło z ran 11 oficerów oraz 165 podoficerów i szeregowych. Autorzy „Księgi chwały piechoty” w metryce pułku podali natomiast liczbę 285 żołnierzy zabitych i 420 rannych. W związku z charakterem prowadzonych działań i brakiem danych ewidencyjnych trudno jest dziś ustalić pełną listę strat.
Za męstwo okazane na polu walki 24 oficerów i szeregowych zostało odznaczonych Srebrnym Krzyżem Orderu Wojskowego Virtuti Militari, a 155 Krzyżem Walecznych. Podczas działań wojennych żołnierze 54 pułku piechoty Strzelców Kresowych zdobyli 5 dział, 60 ciężkich karabinów maszynowych, 2 samochody, 3 kuchnie polowe, 5 parowozów oraz 30 wagonów. Do niewoli wzięto około 1000 jeńców.

### Kawalerowie Virtuti Militari
| Żołnierze pułku odznaczeni Krzyżem Srebrnym Orderu Wojskowego Virtuti Militari za wojnę 1919–1920 | Żołnierze pułku odznaczeni Krzyżem Srebrnym Orderu Wojskowego Virtuti Militari za wojnę 1919–1920 | Żołnierze pułku odznaczeni Krzyżem Srebrnym Orderu Wojskowego Virtuti Militari za wojnę 1919–1920 |
| ------------------------------------------------------------------------------------------------- | ------------------------------------------------------------------------------------------------- | ------------------------------------------------------------------------------------------------- |
| ppłk Bolesław Fijałkowski                                                                         | kpt. Wiktor Ogórek                                                                                | por. Leon Buśko                                                                                   |
| por. Franciszek Mach                                                                              | por. Leon Szymański                                                                               | ppor. Władysław Czoch                                                                             |
| sierż. szt. Stanisław Modlitowski                                                                 | sierż. Michał Olszański                                                                           | plut. Stefan Mucha                                                                                |
| plut. Franciszek Maćkowiak                                                                        | plut. Franciszek Wawrzyniak                                                                       | kpr. Józef Jedynak                                                                                |
| kpr. Franciszek Lemanowicz                                                                        | st. szer. Karol Biliński                                                                          | st. szer. Antoni Słowiński                                                                        |
| st. szer. Leon Chmielewski                                                                        | st. szer. Józef Kocioł                                                                            | szer. Karol Bochnia                                                                               |
| szer. Wojciech Gzyl                                                                               | szer. Józef Szymański                                                                             |                                                                                                   |

## Pułk w okresie pokoju
Garnizon Tarnopol

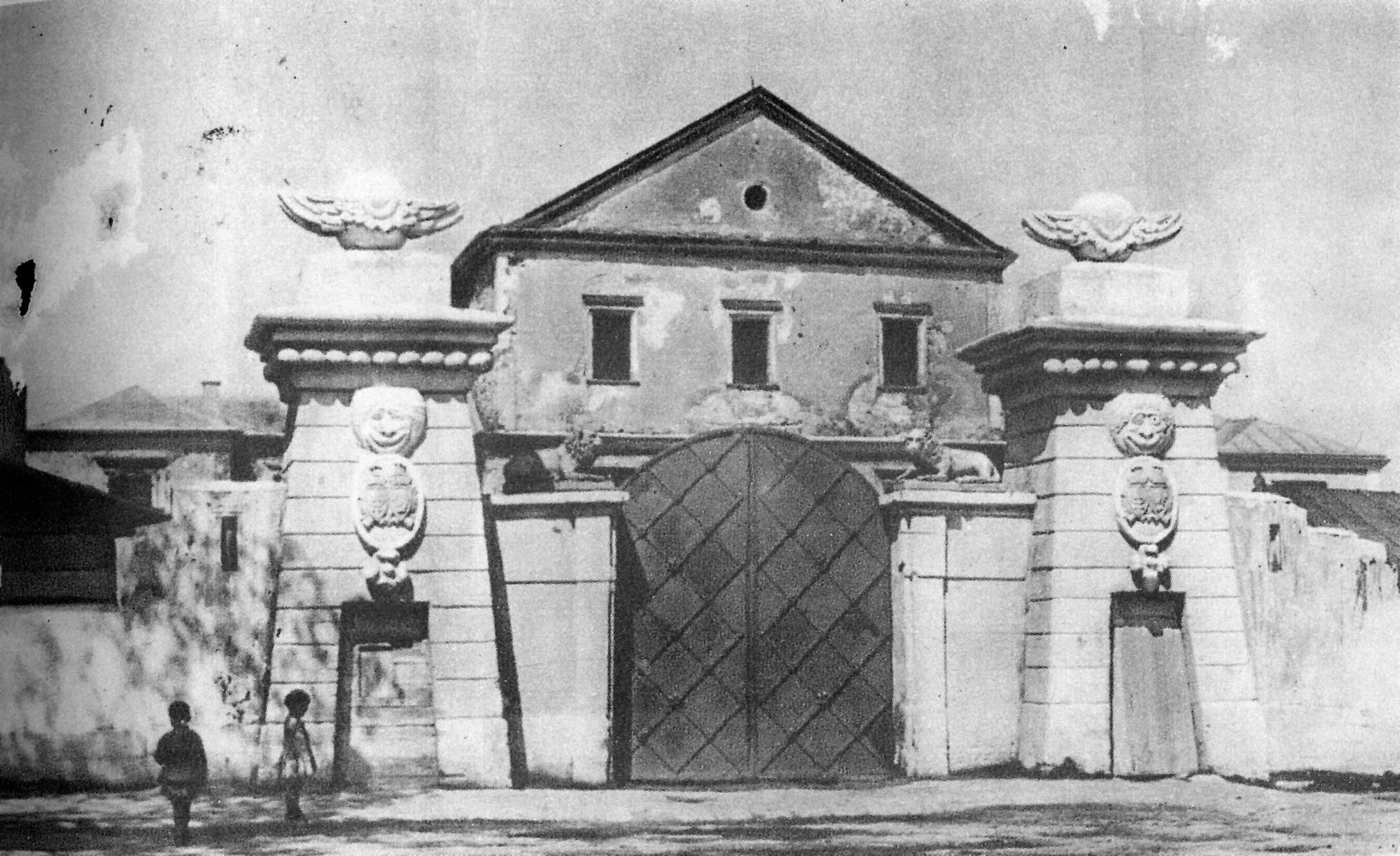
Brama Zamku w Tarnopolu na początku XX wieku. W 1931, po odbudowaniu zamku, przeniósł się do niego jeden z batalionów pułku

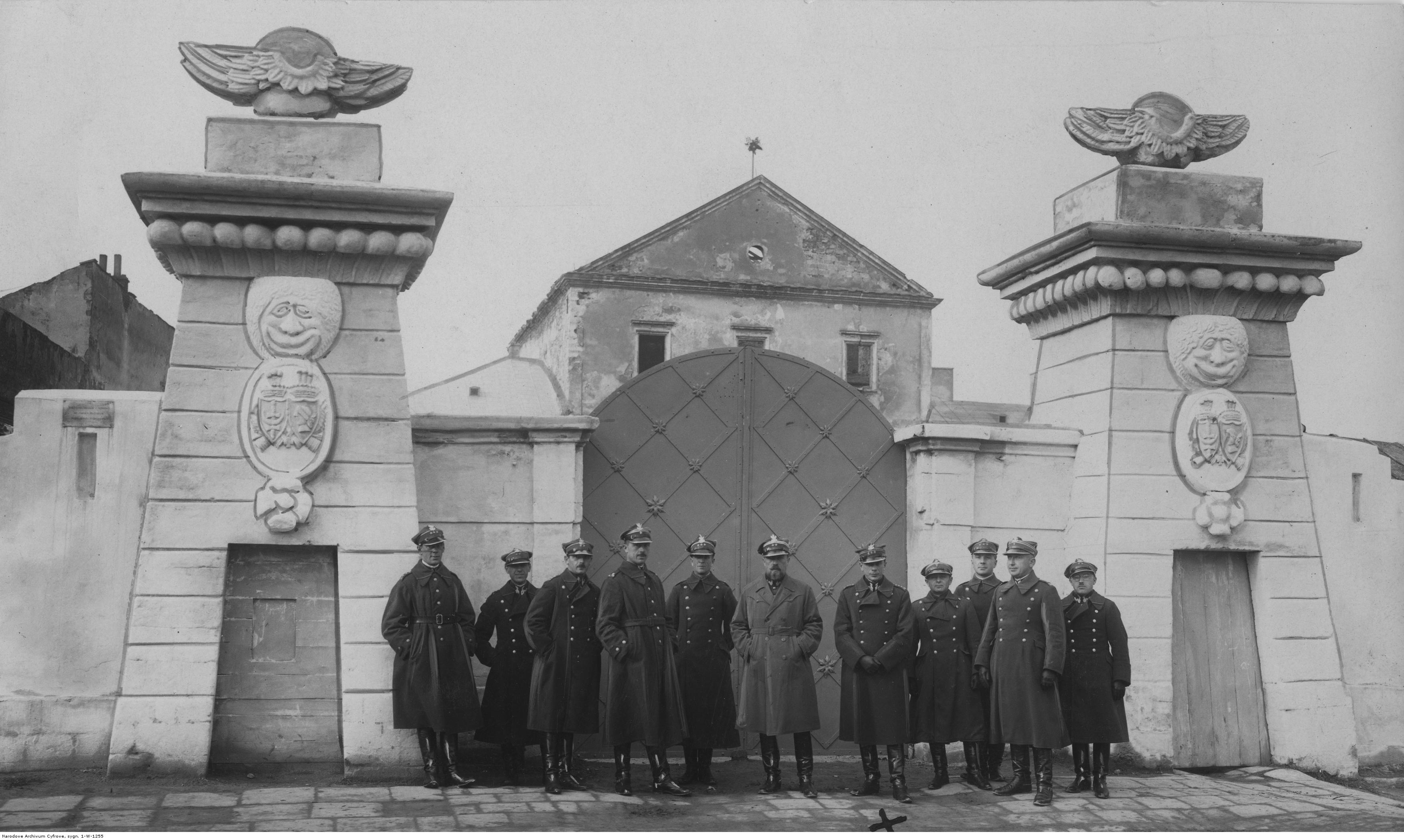
Oficerowie 54 pp przed bramą Zamku w Tarnopolu; widoczny d-ca pułku płk Wacław Piekarski

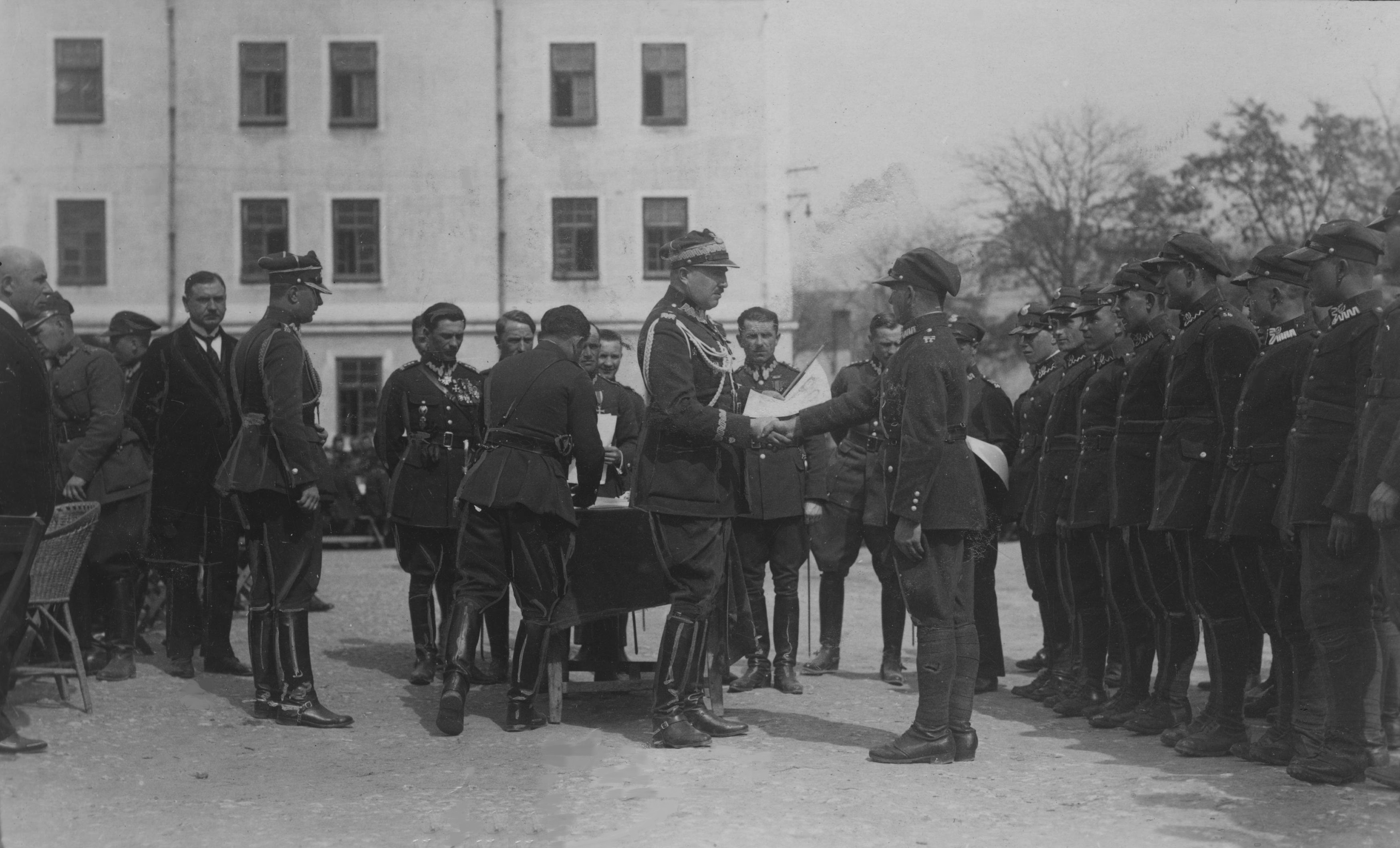
Święto 54 pp w Tarnopolu – gen. Stanisław Dowoyno-Sołłohub wręcza dyplomy żołnierzom

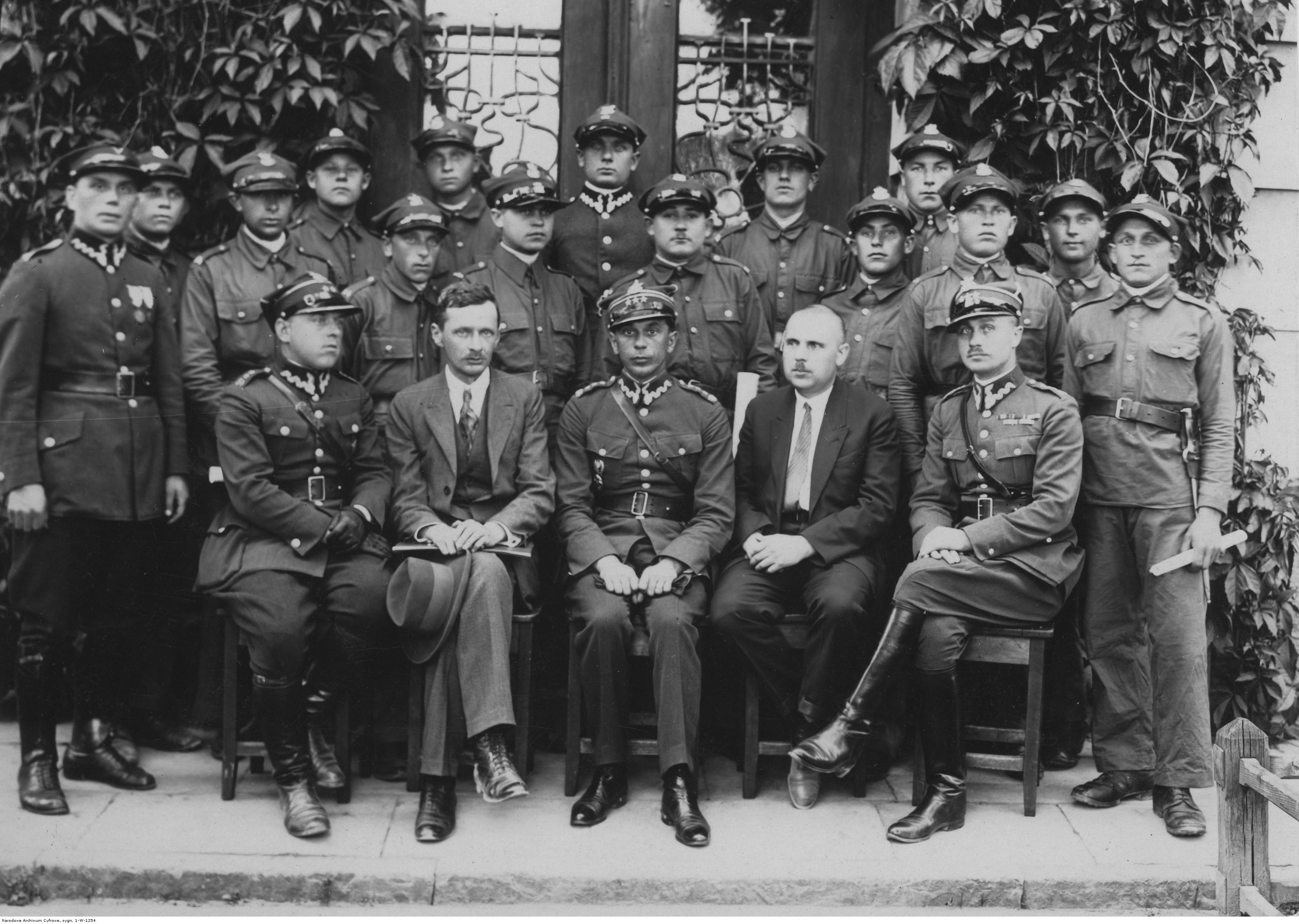
Kurs rzemieślniczy w 54 pp w Tarnopolu; pośrodku siedzi d-ca pułku płk Wacław Piekarski

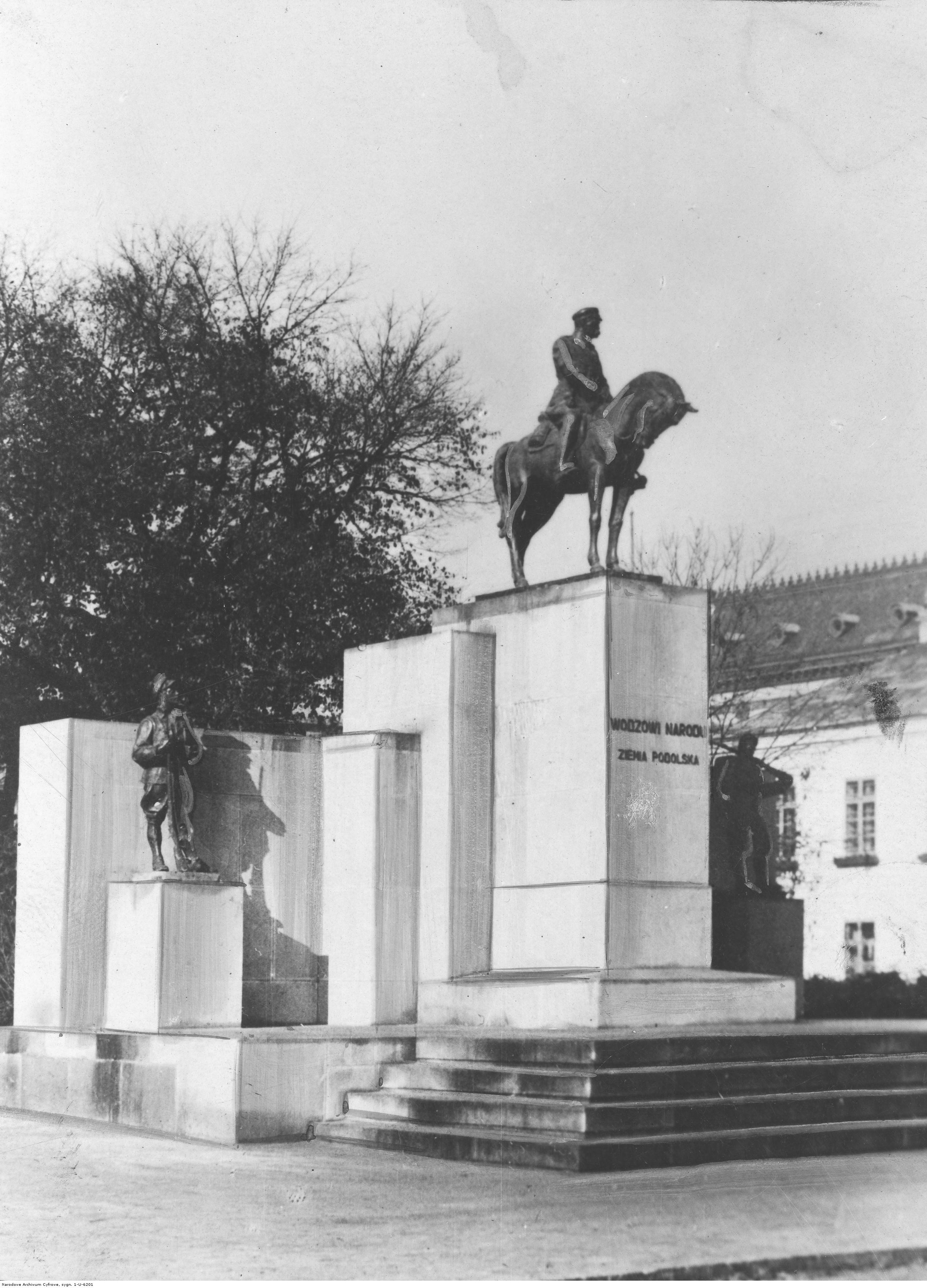
Pomnik marszałka Józefa Piłsudskiego w Tarnopolu

Na początku 1921 roku pułk przybył do Tarnopola i w nim stacjonował do 1939 roku. Pododdziały pułku zajęły koszary przy ulicy Zamkowej, a dowództwo 54 pp SK mieściło się przy pl. Sobieskiego w tzw. „Pułkownikówce”. 24 lutego 1928 roku Minister Spraw Wojskowych, marszałek Polski Józef Piłsudski nadał koszarom pułku nazwę „Koszary im. Króla Jana Sobieskiego”. Po odbudowaniu zamku hetmana Jana Tarnowskiego w 1931, przeniósł się do niego jeden z baonów pułku.
Od 1926 w pułku działał Fundusz Samopomocy Podoficerów Zawodowych, którego długoletnim skarbnikiem był st. sierż. Kozak oraz spółdzielnia pułkowa prowadzona przez kpt. Stanisława Łozińskiego. Starano się również zapewnić należyte warunki zakwaterowania, wyżywienia oraz poprawić stan zdrowotny wcielanych poborowych. W mieście działał Wojskowo-Cywilny Klub Sportowy „Kresy”. Posiadał on sekcje: piłki nożnej, lekkiej atletyki, żeńskich gier sportowych, kajakową, pływacką, wioślarską, tenisową, bokserską i kolarską.
Oświata w pułku
Przy pomocy nauczycieli Towarzystwa Szkoły Ludowej organizowano obowiązkowe sześciomiesięczne kursy nauki pisania i czytania dla analfabetów i półanalfabetów. Organizowano też kursy z zakresu doskonalenia zawodowego: rolnicze, rzemieślnicze oraz krzewienia wiedzy o ruchu spółdzielczym. Spośród nich największym zainteresowaniem cieszyły się zajęcia z przysposobienia rolniczego organizowane w okresie jesienno-zimowym przy współudziale Małopolskiego Towarzystwa Gospodarczego oraz te prowadzone przez nauczycieli Państwowej Szkoły Ślusarstwa Maszynowego. Popularnością cieszyły się również kursy dokształcające z zakresu siedmiu klas szkoły powszechnej oraz z zakresu sześciu klas gimnazjum dla podoficerów.
Kultura
Na terenie koszar funkcjonowało kino wojskowe „Mars” oraz Oficerskie Kasyno Garnizonowe. Poświęcenia tego ostatniego dokonał 29 stycznia 1927 w obecności korpusu oficerskiego, dowódcy dywizji, wicewojewody i komisarza rządowego ks. kanonik A. Ratuszny. Kilka lat później, na Nowym Zamku przy pl. Sobieskiego, uroczyście otwarto świetlicę żołnierską prowadzoną przez Polski Biały Krzyż.
Pod kierunkiem artystycznym kwatermistrza mjr. Michała Czekanowskiego działał żołnierski teatr. W jego repertuarze znajdowały się takie przedstawienia jak: „Balladyna” i „Lilia Weneda” Juliusza Słowackiego, czy też „Sublokatorka” autorstwa Adama Grzymały-Siedleckiego. W role bohaterów spektakli wcielali się między innymi: żony sierż. Złąkiewicza i plut. Kozłowskiego oraz kpt. Wacław Makowski, por. Józef Jarem, por. Józef Samardak, ppor. Eugeniusz Lewkiewicz, sierż. Pysznik, sierż. Weber i plut. Kąkolewski. Opiekę nad teatrem sprawowała też instruktorka Polskiego Białego Krzyża Alina Czaplicka.
Święta wojskowe i państwowe
Obecność żołnierzy w życiu społecznym była również ważnym elementem umacniania polskości na Kresach. Jednym ze sposobów budzenia patriotyzmu były obchody świąt państwowych, wojskowych i religijnych. 21 marca 1921 do Tarnopola przybył Naczelnik Państwa Józef Piłsudski, który w obecności członków Francuskiej i Włoskiej Misji Wojskowej oraz mieszkańców miasta wręczył pułkowi sztandar. Uhonorował też zasłużonych żołnierzy Orderem Wojskowym Virtuti Militari i Krzyżem Walecznych. Święto zakończyła defilada wojskowa i przemarsz licznych organizacji społecznych, oświatowych oraz młodzieży szkolnej.
Szczególnie podniosłe uroczystości odbywały się w dniu 3 maja – w rocznicę uchwalenia konstytucji. W tym dniu w 1925 roku o 6;00 orkiestra wojskowa odegrała mieszkańcom miasta pobudkę, a o 9:00 na boisku sportowym rozpoczęła się msza polowa. Oficjalne uroczystości zakończyła defilada przed pomnikiem Adama Mickiewicza. Po niej odbył się bieg uliczny na dystansie 2 km, a po południu na boisku rozgrywane były zawody sportowe. Podczas ich trwania po raz pierwszy w Tarnopolu został rozegrany turniej bokserski. Festyn sportowy zakończył mecz piłki nożnej. W 1936 na Placu Sobieskiego stanął, ufundowany ze składek społeczeństwa, pomnik Marszałka Józefa Piłsudskiego. Zarówno odsłonięcie pomnika, jak i wmurowanie w 1938 w cokół pomnika tablicy zawierającej nazwiska żołnierzy pułku poległych w wojnie polsko-bolszewickiej stanowiły wielką manifestację polskości Kresów.
Żołnierze pułku brali udział w wielu uroczystościach religijnych organizowanych zarówno przez hierarchów kościoła katolickiego, jak również greckokatolickiego. Tradycją był coroczny udział kompanii honorowej w procesji Bożego Ciała, a także podczas prawosławnego obrzędu poświęcenia wody podczas Święta Jordanu.
Na święto 54 pułku piechoty Strzelców Kresowych początkowo obrano datę 18 sierpnia, dla podkreślenia zwycięskich walk toczonych w obronie Lwowa. 19 maja 1927 roku minister spraw wojskowych, marszałek Polski Józef Piłsudski ustalił i zatwierdził dzień 11 kwietnia jako datę święta pułkowego. Święto obchodzono w rocznicę walki stoczonej 11 kwietnia 1920 pod Strużką. Natomiast rozkazem MSWojsk z 1937 (Dz. Rozk. nr 7 z dn. 19 VI 1937, poz. 86) święto pułkowe zostało przesunięte na 28 czerwca, to jest dniem chrztu bojowego pod Gołogórami w 1919 roku.
Tak jego obchody w czerwcu 1937 przedstawił dziennikarz:

W Tarnopolu odbyło się święto pułkowe stacjonowanych tam oddziałów wojskowych. Stosownie do programu odbyło się zaprzysiężenie rekrutów przed pomnikiem Marszałka Józefa Piłsudskiego, zakończone defiladą przed władzami cywilnymi i wojskowymi z wicewojewodą Niepokulczyckim i płk. dypl. Polniaszkiem na czele. Wieczorem odbył się capstrzyk orkiestry wojskowej przez ulice miasta, po czym apel poległych przed pomnikiem Marszałka Piłsudskiego. W dniu następnym po nabożeństwie odbyła się defilada garnizonu tarnopolskiego, a wieczorem zabawa taneczna w kasynie oficerskim.

Organizacja i szkolenie wojsk
Najważniejszym zagadnieniem, wokół którego ogniskowało się życie w pułku było szkolenie. Za jego realizację w pułku był odpowiedzialny dowódca pułku. Zajęcia w zakresie wyszkolenia pojedynczego strzelca, drużyny i plutonu były prowadzone na strzelnicy garnizonowej i na placu ćwiczeń po zachodniej stronie Seretu, w pobliżu Zagrobela. Latem pułk udawał się na tzw. przedobozie, gdzie odbywano programowe strzelania i kończono okres szkolenia na szczeblu kompanii. Jesienią pułk w składzie dywizji uczestniczył w manewrach, których kierownikiem był zazwyczaj inspektor armii.
W pułku przykładano duże znaczenie do rozwoju sportu. W 1925 na korpuśnych zawodach strzeleckich we Lwowie reprezentacja pułku zajęła I miejsce i otrzymała srebrną wazę i dyplom. We wrześniu tego samego roku w bojowych zawodach strzeleckich w pułku I miejsce zdobyła reprezentacja 3 kompanii kpt. Franciszka Burjana i 1 kompanii ckm kpt. Józefa Kuty. W 1927 reprezentacja pułku zajęła 2. miejsce wśród 113 drużyn w marszu Zadwórze – Lwów. Wielu żołnierzy, podoficerów i oficerów pułku posiadało Państwową Odznakę Sportową, co zaświadczało o ich sprawności fizycznej.
Na podstawie rozkazu wykonawczego Ministerstwa Spraw Wojskowych do Departamentu Piechoty o wprowadzeniu organizacji piechoty na stopie pokojowej PS 10-50 z 1930 roku, w Wojsku Polskim wprowadzono trzy typy pułków piechoty. 54 pułk piechoty zaliczony został do typu I pułków piechoty (tzw. „normalnych”). W każdym roku otrzymywał około 610 rekrutów. Stan osobowy pułku wynosił 56 oficerów oraz 1500 podoficerów i szeregowców. W okresie zimowym posiadał batalion starszego rocznika, batalion szkolny i skadrowany, w okresie letnim zaś batalion starszego rocznika i dwa bataliony poborowych.
Od 15 września 1932 przy pułku funkcjonowała Dywizyjna Kompania Podchorążych Rezerwy. Pierwszym dowódcą kompanii został kpt. dypl. Tadeusz Tokarz. W trakcie siedmiomiesięcznego szkolenia kursanci zdobywali niezbędną wiedzę w zakresie wyszkolenia bojowego i dowodzenia drużyną oraz plutonem. Podchorążowie wydawali też własne pismo pt. „Gawędy Podchorążych”, a utworzony chór rewelersów występował na zabawach organizowanych przez Rodzinę Wojskową.
W 1936 w pułku wycofano broń francuską. Na wyposażenie weszły karabiny Mauzer wz. 29, rkm Browning wz. 28 oraz ckm Browning-Colt wz. 30. Pluton przeciwpancerny otrzymał 37 mm armaty ppanc Bofors wz. 36, a pluton artylerii piechoty dwie 75 mm armaty polowe Schneider wz. 97. Przezbrojenie wiązało się z intensywną działalnością szkoleniową na szczeblu pojedynczego szeregowca i obsługi. Na początku 1939 do jednostki trafiły również karabiny przeciwpancerne Ur wz. 35. W lipcu z karabinem zapoznano ograniczoną liczbę żołnierzy i zobowiązano ich do zachowania ścisłej tajemnicy wojskowej.
| Obsada personalna i struktura organizacyjna w marcu 1939 | Obsada personalna i struktura organizacyjna w marcu 1939 | Obsada personalna i struktura organizacyjna w marcu 1939 |
| Stanowisko                                               | Stopień imię i nazwisko                                  | Przydział we wrześniu 1939                               |
| Dowództwo                                                | Dowództwo                                                | Dowództwo                                                |
| -------------------------------------------------------- | -------------------------------------------------------- | -------------------------------------------------------- |
| dowódca pułku                                            | ppłk dypl. Franciszek Pokorny                            | dowódca 54 pp                                            |
| I zastępca dowódcy                                       | ppłk Franciszek Pfeiffer                                 |                                                          |
| adiutant                                                 | kpt. Stanisław IV Tomaszewski                            | I adiutant                                               |
| starszy lekarz                                           | ppłk dr Jan Baboń                                        |                                                          |
| młodszy lekarz                                           | por. lek. Stefan Kwietniak                               | naczelny lekarz 54 pp                                    |
| oficer placu Tarnopol                                    | kpt. adm. Zygmunt Mossakowski                            |                                                          |
| II zastępca dowódcy (kwatermistrz)                       | mjr Antoni Władysław Mokrzycki                           | dowódca II/54 pp                                         |
| oficer mobilizacyjny                                     | kpt. adm. Stanisław Malczyński                           |                                                          |
| zastępca oficera mobilizacyjnego                         | kpt. Marian Adam Świtlak                                 |                                                          |
| oficer administracyjno-materiałowy                       | kpt. Jan IV Góra                                         |                                                          |
| oficer gospodarczy                                       | por. int. Jan Karczyński                                 |                                                          |
| oficer żywnościowy                                       | vacat                                                    |                                                          |
| oficer taborowy                                          | kpt. tab. Józef Gil                                      | dowódca kompanii gospodarczej                            |
| kapelmistrz                                              | por. adm. Stanisław Węgrzynowski                         |                                                          |
| dowódca plutonu łączności                                | kpt. Florian Franciszek Sauer                            | oficer łączności                                         |
| dowódca plutonu pionierów                                | por. Julian Starak                                       | dowódca plutonu pionierów                                |
| dowódca plutonu artylerii piechoty                       | por. art. Henryk Antoni Rajner                           | dowódca plutonu artylerii                                |
| dowódca plutonu ppanc.                                   | por. Kazimierz Bryk                                      | dowódca kompanii ppanc.                                  |
| dowódca oddziału zwiadu                                  | por. Ludwik Józef Fortuna                                | dowódca kompanii zwiadu                                  |
| I batalion                                               |                                                          |                                                          |
| dowódca batalionu                                        | mjr Tadeusz Żelazowski                                   |                                                          |
| dowódca 1 kompanii                                       | mjr Karol Durko                                          | dowódca I/54 pp                                          |
| dowódca plutonu                                          | ppor. Czesław Górak                                      |                                                          |
| dowódca plutonu                                          | ppor. Adam Jan Wątróbski                                 |                                                          |
| dowódca 2 kompanii                                       | kpt. Józef Władyka                                       |                                                          |
| dowódca plutonu                                          | ppor. Alfred Ślipko                                      |                                                          |
| dowódca 3 kompanii                                       | por. Bronisław Tomaszewski                               | dowódca 3 kompanii strzeleckiej                          |
| dowódca plutonu                                          | ppor. Józef Suchanek                                     |                                                          |
| dowódca 1 kompanii km                                    | kpt. Jan Martinek                                        | dowódca 1 kkm                                            |
| dowódca plutonu                                          | por. Władysław Hojnór                                    |                                                          |
| dowódca plutonu                                          | ppor. Jan Stanisław Mogielnicki                          |                                                          |
| II batalion                                              |                                                          |                                                          |
| dowódca batalionu                                        | ppłk Józef I Szeląg                                      |                                                          |
| dowódca 4 kompanii                                       | por Karol Wójtowicz                                      |                                                          |
| dowódca plutonu                                          | ppor. Józef Bielecki                                     |                                                          |
| dowódca 5 kompanii                                       | kpt. Stefan Jozef Domaradzki                             | dowódca 5/54                                             |
| dowódca plutonu                                          | ppor. Zygmunt Adam Adamczak                              |                                                          |
| dowódca 6 kompanii                                       | kpt. Władysław Kudlicki                                  |                                                          |
| dowódca plutonu                                          | ppor. Kazimierz Kosiński                                 | dowódca 6/54 pp                                          |
| dowódca plutonu                                          | ppor. Zbigniew Marian Kowacz                             | dowódca plutonu 6/54 pp                                  |
| dowódca 2 kompanii km                                    | kpt. Karol Hareńczyk                                     | dowódca 2 kkm                                            |
| dowódca plutonu                                          | por. Kazimierz Pikunas                                   |                                                          |
| III batalion                                             |                                                          |                                                          |
| dowódca batalionu                                        | mjr Roman Gutowski                                       | dowódca III/54 pp                                        |
| dowódca 7 kompanii                                       | kpt. Michał Hiczkiewicz                                  |                                                          |
| dowódca plutonu                                          | ppor. Franciszek Adam Fuchs                              |                                                          |
| dowódca 8 kompanii                                       | kpt. Kazimierz Jan Sochanik                              |                                                          |
| dowódca plutonu                                          | ppor. Tadeusz Józef Zubrzycki                            | dowódca 7/54 pp                                          |
| dowódca 9 kompanii                                       | por. Tadeusz Sosiński                                    | dowódca 9/54 pp                                          |
| dowódca plutonu                                          | por. Kazimierz Jan Schrott                               | dowódca plutonu 7/54 pp                                  |
| dowódca 3 kompanii km                                    | kpt. Tadeusz Mrozek                                      | dowódca 3 kkm/54 pp                                      |
| dowódca plutonu                                          | ppor. Władysław Serwatka                                 |                                                          |
| na kursie                                                | kpt. Józef Tadeusz Tymiński                              |                                                          |
| na kursie                                                | ppor. Mieczysław Stepik                                  |                                                          |
| na kursie                                                | por. Paweł Franków                                       |                                                          |
| Dywizyjny Kurs Podchorążych Rezerwy 12 DP                |                                                          |                                                          |
| dowódca                                                  | mjr Henryk Gustaw Bauer                                  |                                                          |
| dowódca plutonu                                          | por. Marian Antoni Spryszyński                           | dowódca plutonu pgaz.                                    |
| dowódca plutonu                                          | por. Michał Marian Mandziara                             | dowódca 1/54 pp                                          |
| dowódca plutonu                                          | por. Zenon Duszyński                                     |                                                          |
| dowódca plutonu                                          | por. Zbigniew Radoniewicz                                |                                                          |
| 54 obwód przysposobienia wojskowego „Tarnopol”           |                                                          |                                                          |
| kmdt obwodowy PW                                         | kpt. adm. Władysław Kruczkowski                          |                                                          |
| kmdt powiatowy PW Tarnopol                               | kpt. adm. Feliks Wyborowski                              |                                                          |
| kmdt powiatowy PW Trembowla                              | kpt. adm. Antoni Białoskórski                            |                                                          |

## 54 pp w kampanii wrześniowej

### Mobilizacja
Według studium planu mobilizacyjnego „W”, 54 pułk piechoty Strzelców Kresowych znajdował się w podgrupie jednostek w kolorze czerwonym, przeznaczonych do osłony granicy wschodniej. Czas osiągnięcia gotowości bojowej z chwilą ogłoszenia mobilizacji wynosił 36 godzin. 27 sierpnia o 20:00 w jednostkach 12 Dywizji Piechoty rozpoczęto realizację czynności przewidzianych dla mobilizacji alarmowej. Rano 28 sierpnia dowódca pułku ppłk dypl. Franciszek Pokorny zarządził odprawę wszystkich oficerów, podał ostatnie wskazówki organizacyjne i zarządził wydanie dzienników mobilizacyjnych. Zgodnie z nimi w Tarnopolu w grupie zielonej obowiązującej od 15 maja 1939 w 54 pp zmobilizowano: 
- 54 pułk piechoty, na etatach wojennych, w czasie od Z+18 do Z+36,
- kompanię asystencyjną nr 64, w czasie Z+26,
- kompanię asystencyjną nr 23, w czasie Z+44,
- dowództwo 216 pułku strzelców, w czasie Z+54[52].

Mobilizacyjne rozwinięcie pułku przebiegało na ogół sprawnie i zakończyło się z niewielkim opóźnieniem. Stan fizyczny i morale napływających żołnierzy rezerwy, z których większość stanowili Ukraińcy (40% stanu osobowego pułku) oceniany był na poziomie dostatecznym. Powszechnie natomiast narzekano na stan otrzymywanych z poboru koni. Nie wydano pełnych należności amunicji do karabinów przeciwpancernych. Zgodnie z etatem pułk liczył 91 oficerów, 3212 podoficerów i szeregowych. Na wyposażeniu posiadał 85 ręcznych karabinów maszynowych, 36 ciężkich karabinów maszynowych, 27 granatników, 6 moździerzy, 29 karabinów przeciwpancernych, 9 armat przeciwpancernych, 2 armaty 75 mm, 664 konie i 1 samochód. Po zakończeniu mobilizacji, przez kilka dni pułk prowadził zgrywanie bojowe. Nastąpiły opóźnienia w podstawieniu transportów kolejowych do przewozu pułku. 29 sierpnia pułk złożył przysięgę wojskową. 1 września prowadzono dalsze szkolenie i zgrywanie oddziałów. Po południu dowódca dywizji gen. bryg. Gustaw Paszkiewicz został poinformowany, że 12 DP zostanie przewieziona w rejon Końskich i podporządkowana dowódcy Armii „Prusy” gen. dyw. Stefanowi Dąb-Biernackiemu. 

### Działania bojowe

#### Walki 54 pułku piechoty (bez I i II batalionu)
2 września o 14:00 jako pierwszy opuścił Tarnopol III batalion mjr. Romana Gutowskiego. Nad ranem 3 września kolejnym transportem wyjechało dowództwo pułku oraz samodzielne pododdziały pułkowe, a kilka godzin później II batalion. 4 września około południa na front odjechał I batalion i pluton artylerii piechoty. Dwa pierwsze transporty dotarły 5 września w rejon koncentracji Armii „Prusy”. Dwa kolejne zostały zatrzymane na linii Wisły i włączone w skład improwizowanej Grupy „Sandomierz”.
4 września o godz. 22.00 do rejonu Skarżyska-Kamiennej dojechał III batalion, który został wyładowany w stacji kolejowej w Wierzbniku, o świcie 5 września wyruszył do Skarżyska-Kamiennej. 5 września w Wąchocku wyładowało się dowództwo pułku i specjalne pododdziały pułkowe. Także III batalion i kompania zwiadu wyszedł z podporządkowania dowódcy 54 pp ppłk. dypl. Franciszka Pokornego. Rozkazem dowódcy dywizji, III batalion został oddany do dyspozycji dowódcy 52 pułku piechoty – ppłk. dypl. Jana Gabrysia, a kompania zwiadu pułku została podporządkowana dowódcy dywizji i już do końca walk nie powróciła w podporządkowanie dowódcy pułku. 6 września III/54 pp, wspólnie z I i II batalionem 51 pułku piechoty, zajął pozycje obronne w rejonie Bliżyna. Bataliony pozostawały bez styczności z przeciwnikiem jeszcze przez cały następny dzień. Jednocześnie kompania zwiadu pułku ubezpieczała kierunek Rejów – gajówka Samsonów i prowadziła rozpoznanie w rejonie Krasna i Odrowąża. Pozostałość: pluton łączności, pionierów i przeciwgazowy były w dyspozycji dowódcy pułku i biwakowały w lesie Góra Kalwaria. Nastąpił kryzys zaopatrzenia, brakowało żywności. Wieczorem 7 września został zarządzony odwrót oddziałów 12 Dywizji Piechoty do lasu starachowickiego. Po nocnym marszu samodzielne pododdziały pułku osiągnęły rejon Kotlarki, a III/54 pp przeszedł do odwodu dywizji w pobliżu miejscowości Lipie.
8 września przed południem w gajówce Jasieniec dowódca Południowego Zgrupowania Armii „Prusy” gen. bryg. Stanisław Skwarczyński wydał rozkazy do następnego etapu odwrotu. Na dowódcę północnej kolumny 12 DP wyznaczono ppłk. dypl. Franciszka Pokornego. W skład kolumny miały wejść: III/54 pp, I/ 52 pp, III/51 pp, 63 kompania sztabowa (asystencyjna) dywizji, 63 kompania kolarzy, 63 samodzielna kompania ciężkich karabinów maszynowych, plutony specjalne pułku, I dywizjon 12 pułku artylerii lekkiej i tabory dywizyjne. Początek marszu zaplanowano na 22:00 i do tego czasu pododdziały miały osiągnąć punkt przejścia.
Po południu 8 września niemiecki wzmocniony 9 pułk kawalerii zmotoryzowanej uderzył od czoła na Iłżę. W tym samym czasie na południe od miasta rozpoczęło się polskie natarcie. Plutony specjalne 54 pp opanowały południowy skraj Kotlarki. Powodzenie osiągnął również I/52 pp, który dokonał obejścia Kotlarki i zmusił Niemców do odwrotu. Po zmroku oddziały polskie przystąpiły do realizacji wcześniejszego zadania. Kłopoty z odszukaniem rozproszonych żołnierzy oraz oczekiwanie na III batalion 54 pp spowodowało, że formowanie kolumny trwało dłużej niż planowano i kolumna, już pod dowództwem ppłk. dypl. Bronisława Kowalczewskiego, ruszyła grubo po północy. Po opuszczeniu lasu maszerujące oddziały zostały zatrzymane silnym ogniem artylerii niemieckiej. Na dodatek na tyłach kolumny doszło do zamieszania wywołanego przez zawracające tabory. W tych warunkach gen. Skwarczyński nakazał uderzenie o świcie.
9 września o 6:00 trzy polskie bataliony ruszyły do natarcia. Na prawym skrzydle atakował III/54 pp, w centrum III/51 pp, a na lewym I/52 pp. Całość wspierał I/ 12 pal (bez 1 baterii). Początkowo polskie natarcie uzyskało powodzenie. Batalion mjr. Roman Gutowskiego opanował Podkańce, część kolonii Rzęchów i atakował dalej na Michałów. Walczącym żołnierzom towarzyszył gen. Skwarczyński z niewielkim sztabem, i dowódca 12 DP gen. Gustaw Paszkiewicz. Około 7:30 rozpoczął kontratak ześrodkowany pod Michałowem niemiecki 67 batalion czołgów (bez dwóch kompanii) i uderzył w skrzydło I batalionu 52 pp kpt. Adolfa Kowarsza. Wyczerpany walką batalion nie był w stanie odeprzeć uderzenia. Pojawienie się dużej liczby czołgów oraz silny ogień artylerii niemieckiej spowodowały duże straty i rozproszenie polskiego batalionu, a także niekontrolowany odwrót pozostałych. W tym krytycznym momencie śmierć ponieśli dowódca III batalionu 54 pułku mjr Roman Gutowski, dowódca III plutonu 8 kompanii sierż. pchor. Sobaka oraz dowódcy I i II plutonu 9 kompanii. Ranny został dowódca 7 kompanii por. Tadeusz Zubrzycki. Straty były wysokie, tak w rannych, jak i w zabitych.
Pojawienie się nad polem bitwy kilku niemieckich samolotów wzmogło panikę w polskich szeregach. Kompanie schodziły z pola walki w zupełnej rozsypce. Resztki pododdziałów zebrały się przy taborach, w rejonie osady Piotrowe Pole. Tam też przybyli generałowie Skwarczyński i Paszkiewicz. Dowódca Zgrupowania Południowego Armii „Prusy” gen. bryg. Stanisław Skwarczyński ocenił, że (…) żołnierz ten nie jest zdolny do jakiegokolwiek wysiłku bojowego i podjął decyzję o rozwiązaniu oddziałów 12 Dywizji Piechoty. Nakazał zniszczyć sprzęt nie dający się zabrać, rozpuszczenie koni, zabezpieczenie sztandarów i przebijanie się małymi grupkami za Wisłę w kierunku Józefowa. Ciężko rannych zdecydowano się odesłać furmankami w kierunku wojsk niemieckich.
Wieczorem grupki żołnierzy zaczęły się przekradać bocznymi drogami ku Wiśle. Dowódca pułku, a wraz z nim 26 podoficerów i szeregowych, w nocy z 12 na 13 września przekroczyli Wisłę i udali się do Kraśnika, a stamtąd do Kowla. Tam płk Pokorny został wyznaczony dowódcą południowego odcinka obrony miasta, wszedł w skład Grupy „Kowel” płk dypl. Leona Koca. 17 września oddziały broniące Kowla opuściły miasto i wyruszyły na zachód tocząc po drodze walki z Niemcami i Sowietami. 19 października 1939 dowódca 54 pp przekroczył granicę polsko-węgierską. Do Francji dotarli również por. Kazimierz Bryk i por. Ludwik Fortuna.

#### Walki II batalionu 54 pp
6 września rozkaz szefa Sztabu Naczelnego Wodza zatrzymał transport kolejowy II batalionu 54 pułku piechoty mjr. Antoniego Mokrzyckiego na linii Wisły i włączył go w skład Grupy „Sandomierz” ppłk. Antoniego Sikorskiego. Grupa wchodziła w skład Armii „Lublin” Zadaniem Grupy było zabezpieczenie przepraw na Wiśle na odcinku od Zawichostu do Baranowa oraz ich obrona. 7 września batalion został skierowany w okolice Mokrzyszowa i początkowo stanowił odwód dowódcy grupy. Następnie batalion odmaszerował do Suchorzowa i wszedł w podporządkowanie dowódcy 164 pułku piechoty ppłk. Stanisławowi Stryczuli. Na tym kierunku zabezpieczał południowe skrzydło odcinka „Tarnobrzeg”. 9 września, wobec pojawienia się ogromnych tumanów kurzu, które zostały zinterpretowane jako nadciągające kolumny nieprzyjaciela, batalion samowolnie opuścił zajmowane pozycje i rozpoczął marsz na Rozwadów. Interweniował ppłk Sikorski i zawrócił batalion na poprzednio zajmowane stanowiska. Jak się okazało, nadchodzące oddziały należały do Krakowskiej Brygady Kawalerii. 10 września batalion stał skierowany na zachodni brzeg Wisły w celu osłony wycofujących się oddziałów Armii „Kraków”. Po ich przejściu batalion wycofał się na wschód od Tarnobrzega, gdzie zajął stanowiska obronne frontem na południe. Wieczorem 13 września rozpoczął odwrót wzdłuż drogi: Tarnobrzeg – Sokolniki – Zbydniów – Radomyśl. Po nocnym marszu oddział zajął pozycje między Antoniowem a Nowinami.
14 września dowódca Armii „Lublin” gen. dyw. Tadeusz Piskor rozkazał oddziałom Grupy „Sandomierz” opuścić zajmowane pozycje i przejść do Modliborzyc. II batalion mjr. Mokrzyckiego maszerował w kolumnie środkowej drogą z Radomyśla przez Zaklików. 15 września rano dotarł do ruin Modliborzyc. Tu został zbombardowany przez niemieckie lotnictwo. Będące jeszcze w kolumnach marszowych oddziały polskie poniosły wysokie straty i utraciły zdolność bojową. Przeprowadzono ich reorganizację, a żołnierze II/54 pp weszli w skład II/94 pp rez. Na czele tego zbiorczego pododdziału stanął mjr Antoni Mokrzycki.
Po krótkim odpoczynku oddziały polskie otrzymały rozkaz wymarszu w rejon Janowa Lubelskiego, a następnie w okolice Frampola. Osłaniając odwrót oddziałów Armii „Kraków” 19 września w okolicach Ulowa na zachód od Tomaszowa Lubelskiego Grupa „Sandomierz” połączyła się z resztkami 55 Dywizji Piechoty i o świcie 20 września stoczyła ona swoją ostatnią walkę usiłując przebić się z niemieckiego okrążenia wzdłuż drogi Pasieki-Maziły-Bełżec do lasu Hrebenne. Po przegranej oddziały uległy rozproszeniu.

#### Walki I batalionu 54 pp
Transport kolejowy I batalionu mjr. Karola Durki i plutonu artylerii piechoty por. Henryka Rajnera bez większych kłopotów dotarł do Rozwadowa. Tu, wobec zniszczeń torów kolejowych, pociąg zatrzymał się, a następnie został zawrócony do Przeworska. Na stacji kolejowej Jakubowice batalion opuścił transport i w nocy z 7 na 8 września wyruszył w kierunku Jarosławia. Nad ranem jego kompanie ześrodkowały się w lesie na południe od tej miejscowości na zachodnim brzegu Sanu.
9 września batalion maszerował na wschodni brzeg Sanu w kierunku Leżajska. W Kuryłówce zajął stanowiska obronne i stąd osłaniał odwrót oddziałów 21 Dywizji Piechoty Górskiej. Po ich wycofaniu, sam rozpoczął odwrót. 14 września nad Tanwią batalion został podporządkowany dowódcy 3 pułku strzelców podhalańskich ppłk. Julianowi Czubrytowi i rozlokowany w rejonie Majdanu Nowego. W nocy z 16 na 17 września I/54 pp wraz ze zgrupowaniem 3 pspodh. opuścił swoje stanowiska i przedzierając się przez las przeszedł do rejonu folwark Szozdy-Florianka. W czasie marszu batalion został ostrzelany ogniem niemieckiej artylerii. Straty osobowe były znaczne, padło wiele koni, zniszczeniu uległy wozy i biedki z amunicją. Rankiem batalion zatrzymał się na krótki odpoczynek w małym lasku. Po latach dowódca plutonu ckm ppor. rez. Zygmunt Majerski tak wspomina:

W czasie tego postoju stwierdziłem stan zupełnego wyczerpania żołnierzy: leżeli zmęczeni do ostatecznych granic, nawet nie próbowali poszukiwać żywności. Trzeba zaznaczyć, że od kilku dni prawie zupełnie nic nie jedliśmy, a i dawniej, od 8 wyżywienie było niewystarczające, zwłaszcza brakowało chleba.

Po południu maszerował przez Starą Hutę, Hucisko do Łuszczacza. Tu, 19 września wszedł w podporządkowanie dowódcy 4 pułku strzelców podhalańskich ppłk. dypl. Bronisława Warzyboka i wspólnie z jego pododdziałami ubezpieczał od południa siły główne Armii „Kraków”, starającej się od kilku dni przełamać front niemiecki pod Tomaszowem Lubelskim.
19 września żołnierze batalionu wzięli udział w natarciu. Wskutek braku wsparcia własnej artylerii oraz silnego ognia artylerii i ciężkich karabinów maszynowych nieprzyjaciela, zakończyło się ono niepowodzeniem, a 20 września wykrwawione, przemęczone oraz pozbawione amunicji i żywności oddziały złożyły broń. Część żołnierzy trafiła do niewoli, pozostali na własną rękę, w tym dowódca batalionu mjr Karol Durko, podjęli skuteczną próbę przedarcia się w stronę granicy z Węgrami.

### Oddział Zbierania Nadwyżek 54 pp
Po zmobilizowaniu 54 pułku piechoty i innych pododdziałów, z nadwyżek powołanych rezerwistów i pozostałej kadry zorganizowano Oddział Zbierania Nadwyżek 54 pp. Po 4 września OZN 54 pp wyruszył do Złoczowa, gdzie w koszarach 52 pp był organizowany Ośrodek Zapasowy 12 Dywizji Piechoty. Ponadto stacjonował tam zmobilizowany przez 52 pp w I rzucie mobilizacji powszechnej batalion marszowy 54 pp. OZ 12 DP dowodził ppłk Witold Ciechanowicz. 15 września zgodnie z koncepcją Naczelnego Wodza utworzenia tzw. „Przedmościa Rumuńskiego” wszedł w jego skład i został dyslokowany do Stanisławowa. 18 września rano OZ 12 DP wraz z nadwyżkami 54 pp w rejonie Buczacza został otoczony przez oddziały sowieckie, żołnierz rozbrojeni i wzięci do niewoli.
| Struktura organizacyjna i obsada personalna we wrześniu 1939 | Struktura organizacyjna i obsada personalna we wrześniu 1939 | Struktura organizacyjna i obsada personalna we wrześniu 1939 |
| Stanowisko                                                   | Stopień, imię i nazwisko                                     | Dalsze losy                                                  |
| Dowództwo                                                    | Dowództwo                                                    | Dowództwo                                                    |
| ------------------------------------------------------------ | ------------------------------------------------------------ | ------------------------------------------------------------ |
| dowódca                                                      | ppłk dypl. Franciszek Pokorny                                | WP we Francji                                                |
| I adiutant                                                   | kpt. Stanisław IV Tomaszewski                                |                                                              |
| II adiutant                                                  | ppor. rez. mgr Marcin Sarama                                 |                                                              |
| oficer informacyjny                                          | ppor. rez. Bronisław Karol Kowal                             |                                                              |
| oficer łączności                                             | kpt. Florian Franciszek Sauer                                |                                                              |
| kwatermistrz                                                 | mjr Stanisław I Czerwiński                                   |                                                              |
| oficer płatnik                                               | por. Karczewski                                              |                                                              |
| oficer żywnościowy                                           | N.N.                                                         |                                                              |
| naczelny lekarz                                              | ppor. lek. Stefan Kwietniak                                  |                                                              |
| kapelan                                                      | kpl. rez. ks. Jan Winnicki                                   |                                                              |
| dowódca kompanii gospodarczej                                | kpt. Józef Gil                                               |                                                              |
| zastępca dowódcy komp. gosp.                                 | ppor. rez. Jan Błyszczakowski                                |                                                              |
| I batalion                                                   |                                                              |                                                              |
| dowódca I batalionu                                          | mjr Karol Durko                                              |                                                              |
| dowódca 1 kompanii strzeleckiej                              | por. Michał Marian Mandziara                                 |                                                              |
| dowódca 2 kompanii strzeleckiej                              | por. rez. Michał Wilczewski                                  | WP we Francji                                                |
| dowódca 3 kompanii strzeleckiej                              | por. Bronisław Maksymilian Tomaszewski                       |                                                              |
| dowódca 1 kompanii ckm                                       | kpt. Jan Martinek                                            |                                                              |
| II batalion                                                  |                                                              |                                                              |
| dowódca II batalionu                                         | mjr Antoni Władysław Mokrzycki                               |                                                              |
| dowódca 4 kompanii strzeleckiej                              | por. Karol Wojtowicz                                         |                                                              |
| dowódca 5 kompanii strzeleckiej                              | kpt. Stefan Józef Domaradzki                                 |                                                              |
| dowódca 6 kompanii strzeleckiej                              | ppor. Kazimierz Kosiński                                     |                                                              |
| dowódca plutonu                                              | ppor. Zbigniew Kowacz                                        |                                                              |
| dowódca 2 kompanii ckm                                       | kpt. Karol Hareńczyk                                         |                                                              |
| dowódca III plutonu                                          | ppor. rez. Lesław Laskowski                                  |                                                              |
| III batalion                                                 |                                                              |                                                              |
| dowódca III batalionu                                        | mjr Roman Gutowski                                           | † 9 IX                                                       |
| dowódca 7 kompanii strzeleckiej                              | por. Tadeusz Józef Zubrzycki                                 |                                                              |
| dowódca I plutonu                                            | por. Kazimierz Schrott                                       |                                                              |
| dowódca II plutonu                                           | ppor. Franciszek Fuchs                                       |                                                              |
| dowódca 8 kompanii strzeleckiej                              | N.N.                                                         |                                                              |
| dowódca III plutonu                                          | sierż. pchor. rez. Sobaka                                    | † 9 IX                                                       |
| dowódca 9 kompanii strzeleckiej                              | por. Tadeusz Sosiński                                        |                                                              |
| dowódca III plutonu                                          | sierż. pchor. Bolesław Pawlik                                |                                                              |
| dowódca 3 kompanii ckm                                       | kpt. Tadeusz Mrozek                                          |                                                              |
| dowódca I plutonu                                            | ppor. Włodzimierz Serwatka                                   |                                                              |
| Pododdziały specjalne                                        |                                                              |                                                              |
| dowódca kompanii zwiadowców                                  | por. Ludwik Józef Fortuna                                    | WP we Francji                                                |
| dowódca kompanii ppanc                                       | por. Kazimierz Bryk                                          | WP we Francji                                                |
| dowódca plutonu łączności                                    | por. Wilhelm Hellman                                         |                                                              |
| dowódca plutonu artylerii piechoty                           | por. art. Henryk Antoni Rajner                               |                                                              |
| dowódca plutonu pionierów                                    | por. Julian Starak                                           |                                                              |
| dowódca plutonu pgaz                                         | por. Marian Antoni Spryszyński                               |                                                              |

## Strzelcy kresowi
Dowódcy pułku
- por. Stefan Kluczyński (XII 1918 – IV 1919)
- płk armii franc. Schneider (IV 1919 – 1 XI 1919)
- płk Edward Gabriel Hejdukiewicz (2 XI – 1 XII 1919)
- płk Julian Pieńkowski (2 XII 1919[h] – 9 IV 1920[i])
- kpt. Wiktor Ogórek (p.o. 10 IV – 26 VI 1919)
- ppłk Karol Szemiot (27 VI[j] – 24 VII 1920)
- ppłk piech. Bolesław Antoni Fijałkowski (25 VII 1920 – 14 X 1923)
- ppłk piech. Romuald Kwiatkowski (p.o. 15 X 1923 – 1 III 1924)
- płk piech. Aleksander Potrykowski (12 IV 1924 – III 1927 → w stan spoczynku)
- ppłk / płk dypl. piech. Wacław Piekarski (31 III 1927[77] – 3 VIII 1931 → dowódca 4 Brygady KOP[78])
- ppłk / płk dypl. piech. dr Franciszek Polniaszek (20 VIII 1931[79] – 12 VII 1937)
- ppłk dypl. piech. Franciszek Pokorny (VII 1937 – IX 1939)

Zastępcy dowódcy pułku
- ppłk piech. Antoni Budzikiewicz (10 VII 1922[81] – 1923[82])
- ppłk piech. Józef Gigiel-Melechowicz (1924 – 31 III 1927 → dowódca 40 pp[77])
- ppłk piech. Kazimierz Bogaczewicz (5 V 1927[83] – 25 VIII 1931 → dowódca 42 pp[79])
- ppłk dypl. piech. Wiktor Majewski (1 IX 1931[84] – VII 1935 → dowódca 77 pp[85])
- ppłk piech. Franciszek Pfeiffer (VII 1935[85] – 16 VIII 1939 → dowódca baonu fortecznego „Mikołów”)

II zastępca (kwatermistrz)
- mjr piech. Antoni Władysław Mokrzycki (VIII 1935[86] – 1939)

### Żołnierze 54 pułku piechoty – ofiary zbrodni katyńskiej
Biogramy zamordowanych znajdują się na stronie internetowej Muzeum Katyńskiego
| Nazwisko i imię                | Stopień              | Zawód                    | Miejsce pracy przed mobilizacją                | Zamordowany |
| ------------------------------ | -------------------- | ------------------------ | ---------------------------------------------- | ----------- |
| Antoniak Józef                 | por. rez.            | urzędnik                 | Tarnopol                                       | Katyń       |
| Jan Batożyński                 | ppor. rez.           |                          |                                                |             |
| Bauer Henryk?                  | ppor. rez.           | urzędnik                 |                                                | Katyń       |
| Brewka Jan Andrzej             | ppor. rez.           | nauczyciel               |                                                | Charków     |
| Chądzyński Stanisław           | ppor. rez.           | prawnik                  | Ministerstwo Sprawiedliwości                   | Charków     |
| Dąbczak Władysław              | podporucznik rezerwy | urzędnik                 |                                                | Charków     |
| Duszyński Zenon                | porucznik            | żołnierz zawodowy        |                                                | Charków     |
| Gawlikowski Kazimierz          | por. rez.            | prawnik                  | Urząd Wojewódzki w Stanisławowie               | ULK         |
| Grabosz Zygmunt                | ppor. rez.           |                          | PKP we Lwowie                                  | Charków     |
| Wilhelm Hellman                | por.                 |                          | dowódca plutonu łączności                      |             |
| Janikowski Zygmunt             | ppor. rez.           | nauczyciel               | szkoła w Bronikowie                            | Katyń       |
| Jan Jankowski                  | por.                 |                          |                                                |             |
| Jastrzębski Stanisław          | por. rez.            | urzędnik                 | PZUW w Podhajcach                              | ULK         |
| Antoni Joch                    | ppor. rez.           |                          |                                                |             |
| Kaczer Mendel                  | ppor. rez.           |                          |                                                | Charków     |
| Keczur Piotr                   | por. rez.            | nauczyciel               |                                                | Katyń       |
| Kowacz Zbigniew                | ppor.                | żołnierz zawodowy        | dowódca plutonu 6/54 pp                        | Katyń       |
| Król Władysław                 | ppor. rez.           | technik rolnictwa        | Zakład Doświadczalny Zagrobela                 | Charków     |
| Kruczkowski Władysław          | kapitan              | żołnierz zawodowy        | kmdt obwodowy PW                               | ULK         |
| Kucharzow Stanisław            | por. rez.            |                          | z-ca naczelnika Urzędu Skarbowego w Trembowoli | Katyń       |
| Kulczycki Tadeusz              | ppor. rez.?          | żołnierz zawodowy        | dowódca plutonu 18 pp                          | Charków     |
| Kwiatkowski Ryszard            | ppor. rez.           | nauczyciel               | szkoła w Wierzbowcu                            | Charków     |
| Laskowski Lesław               | ppor. rez.           | prawnik                  | dowódca III plutonu 2 kkm                      | Katyń       |
| Lercher Antoni                 | ppor. rez.           | nauczyciel               |                                                | Charków     |
| Makowiecki Zbigniew            | ppor. rez.           | ziemianin                |                                                | ULK         |
| Malczyński Stanisław Kazimierz | kpt. adm. (piech.)   | żołnierz zawodowy        |                                                | Charków     |
| Nakonieczny Józef              | ppor. rez.           |                          |                                                | Charków     |
| Olejnik Alfred                 | ppor. rez.           | prawnik                  | pracował w Trembowoli                          | Charków     |
| Ornatowski Stanisław           | ppor. rez.           |                          | student medycyny                               | Katyń       |
| Ossowski Stanisław             | ppor. rez.           | prawnik                  | sąd we Lwowie                                  | Charków     |
| Ostrowski Władysław            | plut.                |                          |                                                | ULK         |
| Prokosch Bronisław             | ppor. rez.           | urzędnik                 |                                                | Charków     |
| Mieczysław Rotenberg           | ppor. rez.           | technik                  |                                                | Katyń       |
| Scher Karol                    | ppor. rez.           | inżynier elektryk        |                                                | Charków     |
| Schrott Kazimierz              | porucznik            | żołnierz zawodowy        | dowódca plutonu 9/54 pp; dca I pl 7 kp         | Charków     |
| Seredyński Michał              | por. rez.            | nauczyciel, dr filozofii | Liceum Pedagogiczne w Krośnie                  | Charków     |
| Serwatka Władysław             | ppor.                | żołnierz zawodowy        | dowódca plutonu 3 kkm/54 pp                    | Charków     |
| Sługocki Tadeusz               | ppor. rez.           |                          |                                                | Charków     |
| Sosiński Tadeusz               | por.                 |                          |                                                | ULK         |
| Spryszyński Marian             | porucznik            | żołnierz zawodowy        | dowódca plutonu przeciwgazowego                | ULK         |
| Turzański Aleksander           | ppor. rez.           |                          |                                                | Charków     |
| Tymków Franciszek              | ppor. rez.           | prawnik, mgr             |                                                | Charków     |
| Wątróbski Adam                 | podporucznik         | żołnierz zawodowy        | dowódca plutonu 1/54 pp                        | Charków     |
| Zuckerman Ludwik               | por. rez.            | ziemianin                | wł. maj. Hołoszyniec                           | Charków     |
| Żeglin Alojzy                  | ppor. rez.           | nauczyciel               | szkoła w Załężu                                | Charków     |

## Symbole pułkowe

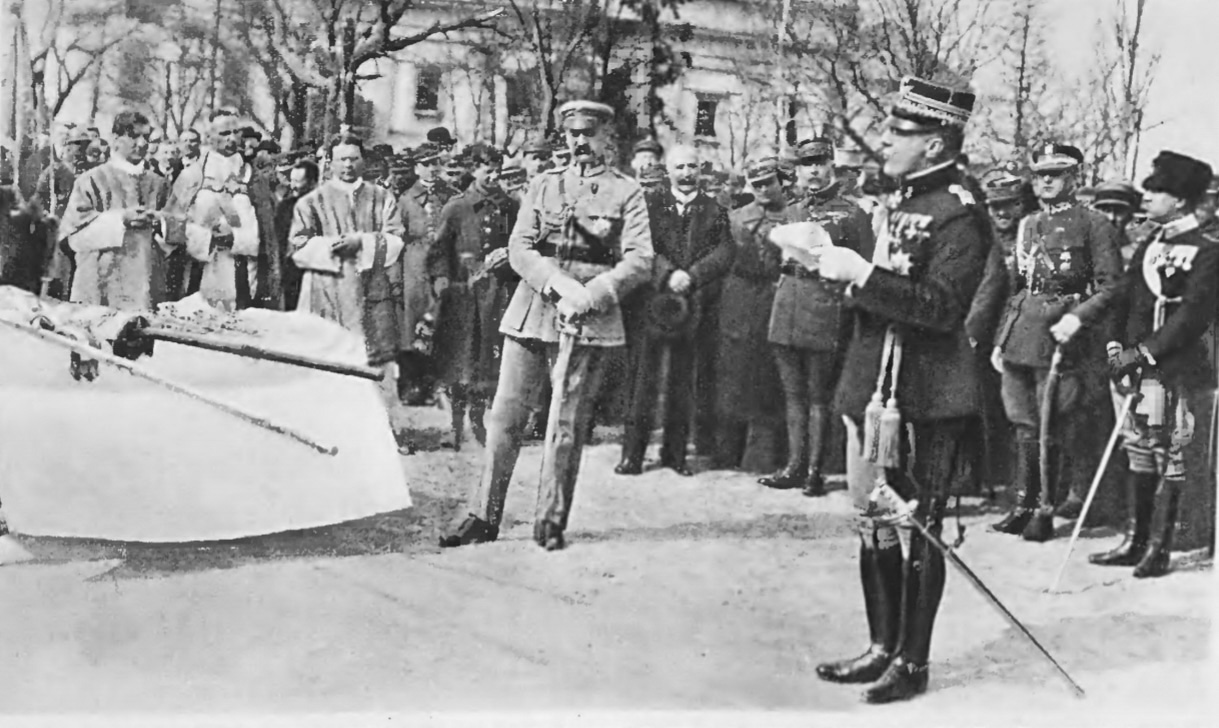
Wręczenie chorągwi 54 pp w Tarnopolu 21 marca 1921. Pułkownik wojska włoskiego Romel wygłasza przemówienie

### Sztandar
W marcu 1921 roku w Tarnopolu marszałek Polski Józef Piłsudski wręczył pułkowi chorągiew ufundowaną przez jego byłych żołnierzy-ochotników.
Sztandar 54 pp ma kształt kwadratu i wykonany jest z jedwabiu. Jego zasadniczym elementem jest czerwony krzyż kawalerski umieszczony z obu stron płatu na białym tle. Pośrodku strony głównej (prawej) znajduje się srebrny orzeł w złotym wieńcu. W rogach płatu, w wieńcach umieszczony jest numer pułku. Na stronie odwrotnej (lewej) złotym bajorkiem wyhaftowany jest wieniec z liści laurowych, a w nim napis Honor Ojczyzna. Na ramionach krzyża, także w złotych wieńcach, znajduje się numer pułku. Po rozwiązaniu 12 DP rozkaz ukrycia lub zniszczenia sztandaru otrzymał oficer łączności pułku kpt. Florian Franciszek Sauer. Jednak podczas marszu z grupką żołnierzy wraz ze sztandarem dostał się do niemieckiej niewoli. W czasie wojny sztandar był eksponowany jako zdobycz wojenna w berlińskim Zeughausie. W 1971 sztandar 54 ppSK powrócił do Polski.
Obecnie sztandar znajduje się w Muzeum Wojska Polskiego w Warszawie.

### Srebrna trąbka
W 1928 roku pułk otrzymał srebrną trąbkę ufundowaną przez włoski 54 pułk piechoty „Umbria” (wł. 54° Reggimento fanteria „Umbria”). Na trąbce widnieje napis „wojsko włoskie 54 pułkowi piechoty polskiej” (wł. L’esercito Italiano al 54 Regimento fanteria polacco), natomiast na proporczyku przy trąbce napisano z jednej strony „54 F.R. Umbria”, zaś z drugiej – „54 p. p.”. Do wybuchu wojny znajdowała się ona w sali pamiątek pułkowych w świetlicy na Nowym Zamku. Dalsze jej losy są nieznane.

### Odznaka pamiątkowa
18 maja 1929 roku Minister Spraw Wojskowych, marszałek Polski Józef Piłsudski zatwierdził wzór i regulamin odznaki pamiątkowej 54 pułku piechoty. Odznaka o wymiarach 39 × 39 mm ma kształt krzyża, którego ramiona pokryte są granatową emalią z obramowaniem złoconym. Na środek krzyża nałożony srebrny orzeł wz. 1927. Na ramionach krzyża herb Tarnopola oraz numery i inicjały: „54 P.P.Kr.” i uprzedni „12 P.S.P”. Ramiona krzyża złączone są oksydowanym wieńcem laurowo-dębowym. Oficerska – dwuczęściowa, wykonana w tombaku srebrzonym, emaliowana. Odmiana żołnierska wykonywana była zaś w tombaku, również dwuczęściowa, srebrzona i patynowana. Wykonawcami odznaki byli Wiktor Gontarczyk i Józef Michrowski z Warszawy.